# لورنتسو د مدیچی
لورنتسو دِ مِدیچی (ایتالیایی: Lorenzo de' Medici; زاده ۱ ژانویه ۱۴۴۹ – درگذشته 8 آوریل ۱۴۹۲) یکی از برجسته‌ترین حاکمان فلورانس طی رنسانس ایتالیا بود که با نام لورنتسوی شکوهمند نیز شناخته می‌شود. او در کنار برتری‌هایش در سیاست و دیپلماسی نسبت به حاکمان هم‌دورهٔ خود، به همنشینی با عالمان، فیلسوفان، شعرا و هنرمندان می‌پرداخت و در بسیاری از شاخه‌ها چون ورزش، شکار، شعر و … استعداد داشت و به همین دلیل از بهترین الگوهای آرمان‌گرایانه انسان در دورهٔ رنسانس به‌شمار می‌آمد. حکومت او با اوج رنسانس ایتالیایی همراه بود و مرگ او پایان عصر طلایی فلورانس را در پی داشت. همسر او کلاریس اورسینی و معشوقه‌اش لوکرتسیا دوناتی نام داشت.
پس از مرگ پدرش پیرو، لورنزو به همراه برادر کوچکترش جولیانو، بالفعل ارباب فلورانس شد. در سالهای اول حکومت (۱۴۶۹–۱۴۷۸)، لورنزو جوان سیاست داخلی را با هدف تقویت نهادهای جمهوری‌خواه به معنای طرفدار مدیچی، از سوی دیگر برای سرکوب شورش‌های شهرهای تحت تسلط فلورانس رهبری کرد. (موارد پراتو و ولترا). با این حال، در جبهه سیاست خارجی، لورنزو به نام تعادل اتحادیه ایتالیا در سال ۱۴۵۴، برنامه ای روشن برای متوقف کردن جاه طلبی‌های سرزمینی سیکستوس چهارم نشان داد.
به همین دلایل، لورنزو هدف توطئه پازی (۱۴۷۸) بود که در آن برادرش جولیانو دی مدیچی ترور شد. شکست این توطئه خشم پاپ سیکستوس، پادشاه ناپل فرانته دآراگونا و همه کسانی را که از تقویت قدرت مدیچی بر فلورانس مرعوب شده بودند، برانگیخت؛ بنابراین، دو سال جنگ علیه فلورانس دنبال شد، که در آن اعتبار داخلی و بین‌المللی ماگنیفیکو به لطف توانایی دیپلماتیک و کاریزمای او، که از یک سو توانست ائتلاف ضد فلورانسی را از بین ببرد، بسیار تقویت شد. از سوی دیگر نیروهای داخلی جمهوری را متحد نگه دارند.
لورنزو پس از تبدیل شدن به سوزن تعادل سیاست ایتالیا در دهه هشتاد، که توسط پادشاهان خارجی به عنوان یک حاکم رفتار می‌شد، نام خود را به دوران اوج رنسانس فلورانس مرتبط کرد و خود را با روشنفکران (پولیزیانو، فیچینو، پیکو دلا میراندولا) و بوتیچلی و میکل آنژ جوان و هنرمندانی از این قبیل احاطه کرد. با مرگ نابهنگام او در سال ۱۴۹۲، فلورانس علیه پسر ناتوان پیرو شورش کرد تا قدرت را به دستان ژیرولامو ساوونارولا بسپارد، که پس از ۶ سال، وی را به دار آویخته و در آتش سوزاندند. در نتیجه، رقابت اربابان ایتالیایی که دیگر توسط دیپلماسی لورنزو مهار نشد، به چارلز هشتم فرانسه اجازه داد تا به ایتالیا برود و جنگ‌های ایتالیا را در قرن شانزدهم آغاز کند.

## زندگی

### جوانی

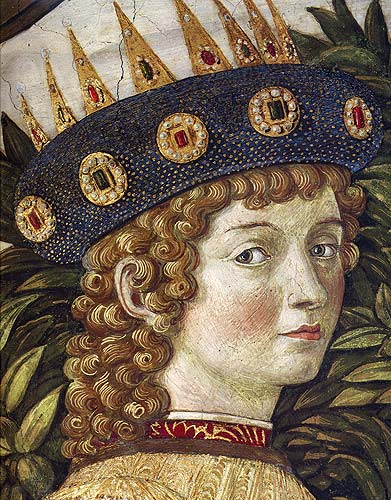
چهره فرضی لورنزو اثر بنزو گوزولی

هنگامی که لورنزو متولد شد، خانواده مدیچی در اوج قدرت سیاسی خود در جمهوری فلورانس بودند و نهادهای مختلف و پیچیده جمهوری‌خواه را که مسئول عملکرد دولت بودند، کنترل می‌کردند. پدربزرگ لورنزو، کوزیمو، به لطف ثروت مالی هنگفت بانکش، توانسته بود بسیاری از سیاستمداران فلورانسی را به خود وابسته نماید، و به دلیل الیگارشی خفقان‌آور اشراف به رهبری آلبیزی، سخنگوی نارضایتی عمومی شود.
در سال ۱۴۳۴، پس از تنها یک سال تبعید در ونیز، کوزیمو به فلورانس بازگشت، آلبیزی‌ها را تبعید کرد و با پیروی از یک الگوی سیاسی که قبلاً در دوران باستان توسط اکتاویان آگوستوس اتخاذ شده بود، نهادهای جمهوری را با واگذاری آنها به اطرافیان خود حفظ کرد. و رسماً به زندگی خصوصی بازنشسته شد. کنترل واقعی اما در دست کوزیمو باقی ماند. این امر باعث شده است که مورخان این شکل از حکومت را به عنوان «کریپتوسینوری» تعریف کنند، جایی که روح جهت‌گیری سیاسی جمهوری‌خواه در دستان یک مرد مجرد و خانواده اش قرار داشت.

#### تحصیل
پسر پیرو دی کوزیمو د مدیچی و لوکرزیا تورنابوونی، لورنزو در ۱ ژانویه ۱۴۴۹ (طبق سبک تاریخ گذاری فلورانسی آن زمان، در سال ۱۴۴۸) در فلورانس، در کاخ مدیچی ریکاردی متولد شد. در ششم همان ماه به مناسبت عید عیسی تعمید یافت. لورنزو، همراه با برادرش جولیانو و خواهرش بیانکا، آموزش عمیق انسانی و آمادگی سیاسی دقیقی دریافت کردند، که هر دو از نزدیک توسط پدربزرگش کوزیمو و والدینش دنبال شدند.
در دوران کودکی، لورنزو توسط جنتیل دا اوربینو تعلیم یافت، در حالی که از سال ۱۴۵۷ تحصیلات او به دست انسان گراهایی مانند کریستوفورو لاندینو، جووانی آرجیروپولو برای مطالعاتش در مورد هومر، مارسیلیو فیچینو برای فلسفه نوافلاطونی رسید و همچنین توسط آنتونیو اسکوارشیالوپی آموزش رقص دید. پدربزرگ، کوزیمو علاقه خاصی به نوه اش لورنزو داشت که با او گفتگو و گفتگو می‌کرد. مرد جوان علاقه اولیه خود را به آکادمی نوافلاطونی نشان دادو در سن ۱۲ سالگی در تحقیقات آموخته شده فیچینو در ویلا دی کارگی شرکت می‌کرد .

#### بحران جانشینی
لورنزو تنها نوجوانی بود که عمویش جیووانی، پسر دوم کوزیمو بزرگ و جانشین منصوب شده در راس بانک دی مدیچی، پس از یک زندگی پر از افراط در سال ۱۴۶۳ درگذشت. وضعیت بد فرزند اولش پیرو (ملقب به "il Gottoso" به دلیل بیماری که او را مبتلا کرده بود، نقرس) در واقع کوزیمو را بر آن داشت تا تصمیم بگیرد که جیووانی جانشین او در راس بانک خانواده شود. با مرگ دومی، کوزیمو مسن در حالت مالیخولیایی قرار گرفت و دائماً از مشکل جانشینی در عذاب بود؛ بنابراین او به این فکر افتاد که امید خود را به فرزندان پیرو بگذارد؛ لورنزو و جولیانو می‌توانستند یاران و جانشینان پدر ناتوان شوند. قبل از مرگ، کوزیمو به پیرو توصیه کرد که از تحصیل این دو پسر غافل نشود و با وجود سن کم با آنها به گونه ای رفتار کند که انگار آنها مرد هستند.

#### سفر

##### بین ونیز و میلان (۱۴۶۵)

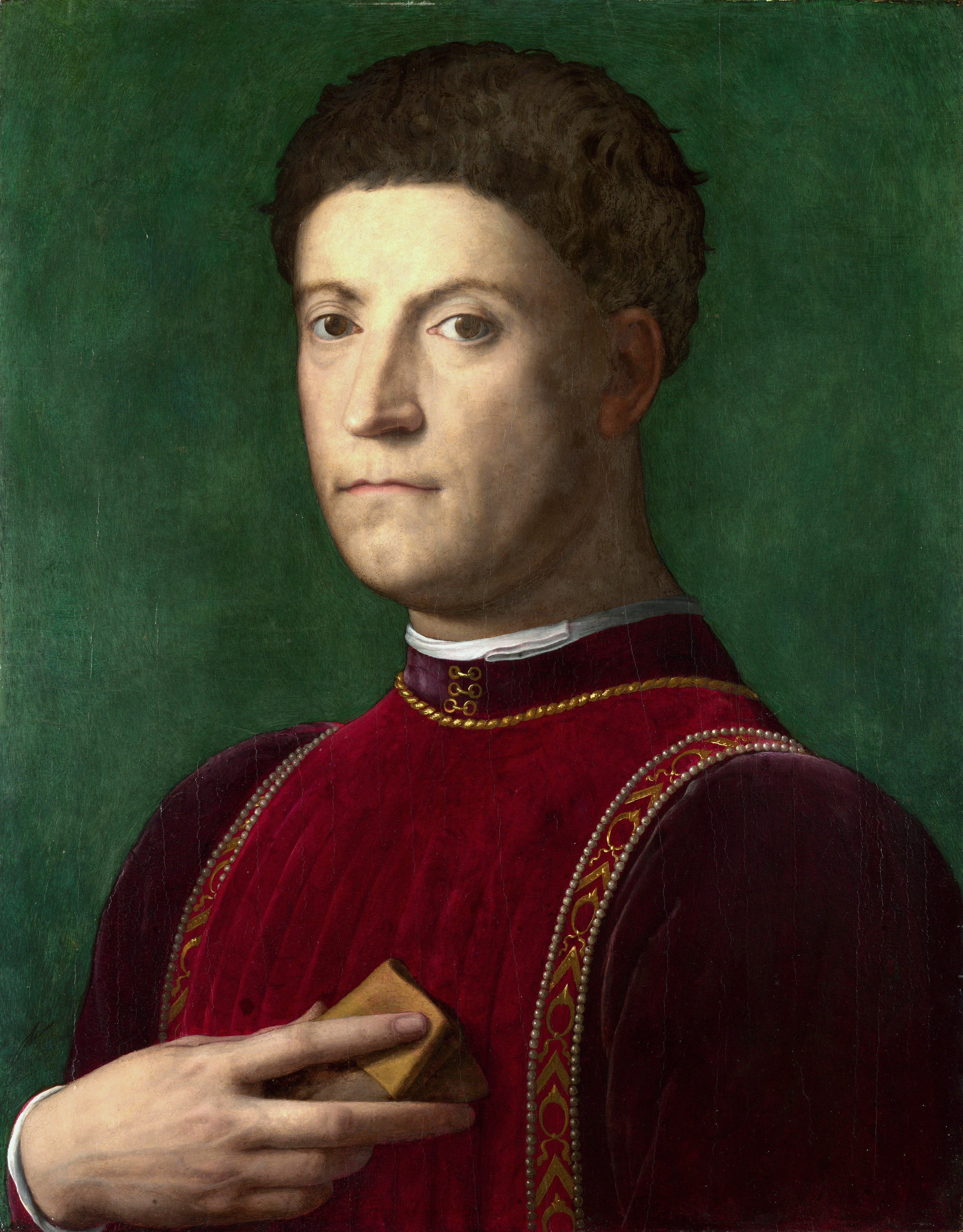
پیرو کازیمو د مدیچی

پدرش پیرو، قبل از اینکه اجازه دهد او وارد زندگی سیاسی شهر شود، به این فکر افتاد که به لورنزو برخی از مأموریت‌های دیپلماتیک در میلان و ونیز، که دو شعبه از Banco dei Medici در آن‌ها وجود داشت، واگذار کند؛ بنابراین، لورنزو جوان می‌توانست دید کلی از وضعیت سیاسی ایتالیا به دست آورد و روحیه حاکمان مختلف را شخصاً آزمایش کند. در ۱۷ آوریل ۱۴۶۵، مدیچی جوان با شاهزاده فدریکو از ناپل در شهر پیزا، در راه او به میلان ملاقات کرد تا به نمایندگی از برادرش آلفونسو در ازدواج با ایپولیتا ماریا اسفورزا باشد. لورنزو که در این بین با فدریکو دوست شده بود، او مجبور شد توسکانی را به سمت ونیز ترک کند و راهی را طی کند که او را به آشنایی با شخصیت‌های سیاسی اصلی آن زمان هدایت می‌کرد. در بولونیا، لورنزو با جووانی بنتیوولیو ملاقات کرد، در حالی که در فرارا توسط بورسو d'Este مورد استقبال قرار گرفت.
از شهر استه به ونیز ادامه داد و در آنجا به دوج کریستوفورو مورو معرفی شد. پس از تجربه ونیزی، مدیچی جوان به میلان رفت و در آنجا فرانچسکو اسفورزا، دوست و متحد پدربزرگش کوزیمو را ملاقات کرد. در محلی که پایتخت دوک نشین میلان بود، لورنزو جوان توسط پیگلو پورتیناری، مدیر شعبه محلی مدیچی، از نحوه رفتار در طول مکالمه با دوک مطلع شد. اما اقامت در میلان زیاد طول نکشید. در واقع، او مجبور شد به فلورانس بازگردد تا ایپولیتا ماریا اسفورزا (که با او دوستی عمیق و بعداً همکاری سیاسی برقرار کرد) و فدریکو را همراهی کند.

##### رم و ناپل (۱۴۶۶)

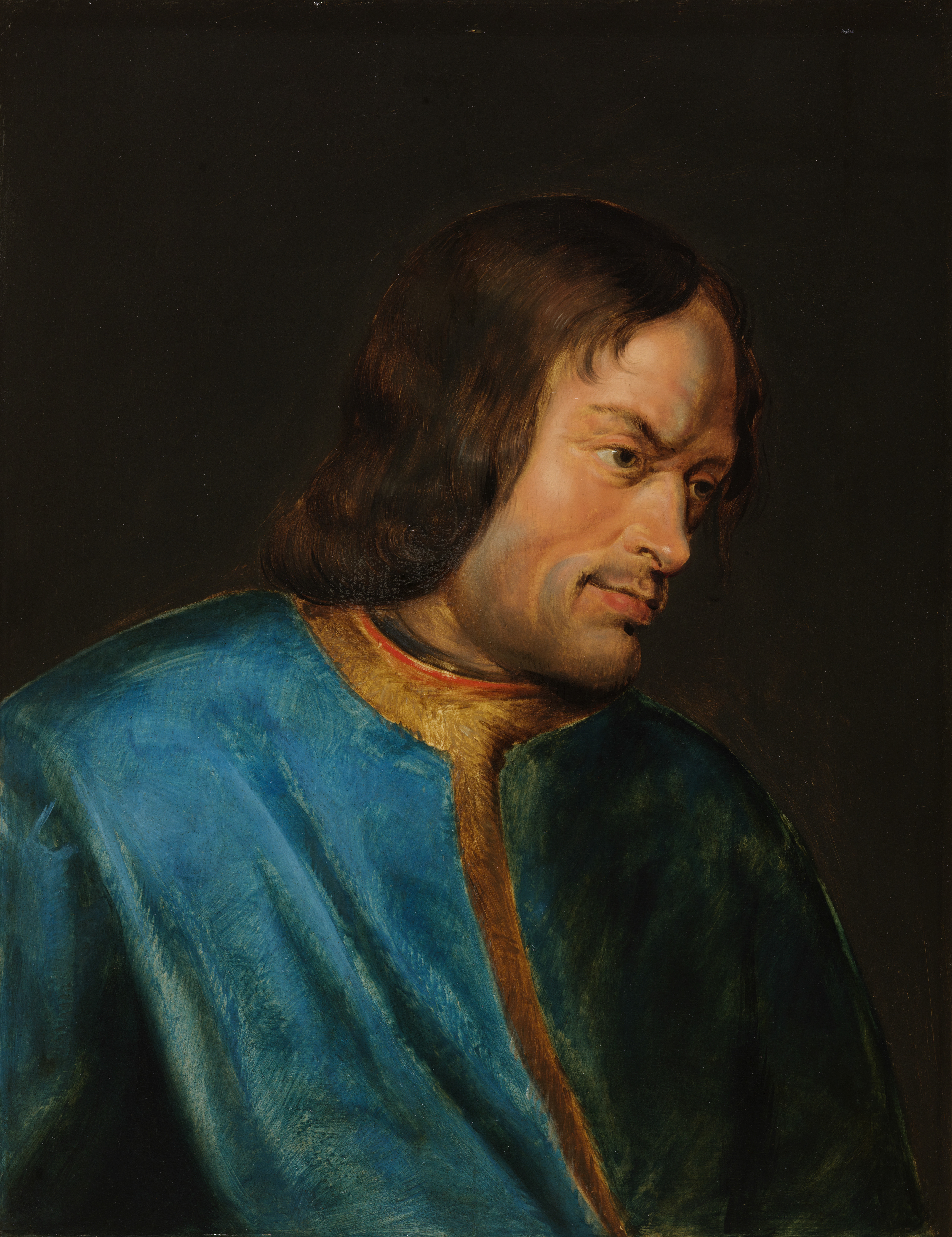
لورنزو مدیچی اثر روبنس

لورنزو در سال ۱۴۶۶ آنجا را ترک کرد تا به رم برود، جایی که شعبه مهمی از بانک دی مدیچی تحت مدیریت جووانی تورنابوونی، برادر مادرش لوکرزیا وجود داشت. Piero il Gottoso دستورات دقیقی برای بررسی عملکرد بانک داده بود، و این لورنزو بود که قراردادی را امضا کرد که با توافق پاپ پل دوم، سهمی را در معادن زاج کشف شده در Tolfa، در نزدیکی Civitavecchia، برای مدیچی‌ها تضمین کرد. از رم، لورنزو از طریق راه آپین، جایی که دربار پادشاه فرانته آراگون در آن اقامت داشت، به گائتا رسید. که با بسیاری از مراسم عمومی آن را دریافت کردند. متعاقباً، فرانته به او ملاقاتی خصوصی داد که در آن مدیچی جوان توانست درودهای پدرش را به پادشاه برساند و برخی از مشکلات داخلی و خانوادگی را شرح دهد. در بازگشت به فلورانس، لورنزو می‌توانست از نتیجه سفر خود راضی باشد، اما وضعیت داخلی ایالت اجازه نمی‌دهد او مطمئن باشد.

#### توطئه ۱۴۶۶
در ۸ مارس ۱۴۶۶ ضربه ای جدی به ثبات قدرت مدیچی وارد شد، یعنی مرگ ناگهانی فرانچسکو اسفورزا، دوک میلان و حامی سرسخت مدیچی cryptosignoria. به دنبال خلاء قدرت ایجاد شده در میلان (گاله آزو ماریا اسفورزا، وارث تاج و تخت، در زمان مرگ پدرش در بورگوندی بود)، در ارتباط با سیاست ضعیف بهداشتی و مالی پیرو ایل گوتوسو (به پایان رسید تا جمع‌آوری فوری وام‌هایی که پدرش کوزیمو به خانواده‌های اشراف فلورانسی در ازای وفاداری آنها داده بود)، که در میان چیزهای دیگر قصد خود را برای نامزدی پسرش لورنزو با نجیب‌زاده رومی کلاریس اورسینی و نه با یک فلورانسی مطابق سنت  ابراز کرده بود، حزب ضد مدیچی از خواب بیدار شد.
اولین دشمن پیرو، لوکا پیتی بسیار ثروتمند، با خانواده Acciaiuoli و با Diotisalvi Neroni (دوست دیرینه اخیر کوزیمو بزرگتر) متحد شد، توطئه ای را با هدف فرسودگی پیرو و بزرگ کردن او ترتیب داد. داور جدید جمهوری. پیتی و دیگر توطئه گران نیز می‌توانستند روی حمایت بیرونی خانه استه حساب کنند: مارکیز بورسو برادر ناتنی خود ارکوله را در راس ۱۳۰۰ مرد به فلورانس فرستاد، آماده مداخله برای حمایت از قیام داخلی است. کودتا، به‌طور خاص، شامل ترور پیرو در مسیر ویلای کارگی به فلورانس بود، برنامه‌ای که او بدون اسکورت بزرگ به آن سفر می‌کرد .

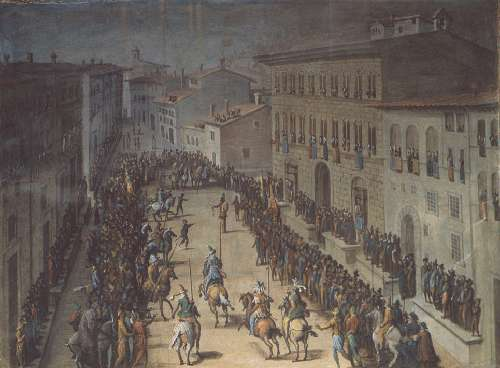
کاخ مدیچی

با این حال، طرح پیتی بلافاصله توسط خود پیرو خنثی شد و او با جلوگیری از اقدام توطئه‌گران، خود را مسلح کرد و به همه حامیان خود هشدار داد که ضد حمله را سازماندهی کنند. در همان زمان، پیرو موفق شد پیتی را متقاعد کند که به جناح مدیچی بپیوندد و با کمک ۲۰۰۰ پیاده‌نظام میلانی که توسط گالیاتزو ماریا اسفورزا فرستاده شده بود، موفق شد اقتدار خود را بازگرداند. از توطئه گران باقی مانده، دیوتیسالوی نرونی، آنجلو آچیوولی و نیکولو سودرینی تبعید شدند، در حالی که اسقف اعظم فلورانس، جیووانی دو دیوتیسالوی مجبور شد به رم بازنشسته شود. لوکا پیتی، با وجود اینکه مورد تعقیب قضایی قرار نگرفت، توسط همه مردم فلورانس مجازات شد، آنها دیگر او را یکی از شهروندان اصلی خود نمی‌دانستند و از او دوری می‌کردند و با بی‌احترامی در مورد او صحبت می‌کردند. نقش لورنزو مسلماً مهم بود، زیرا او فعالانه از پدرش حمایت می‌کرد و گروه مسلح مرتبط با مدیچی را رهبری می‌کرد و خود را در دفاع از زندگی پدرش در امتداد جاده‌ای که از کارگی به فلورانس منتهی می‌شد، متمایز کرد.

#### ظهور سیاسی لورنزو و ازدواج با کلاریس اورسینی (۱۴۶۶–۱۴۶۹)
در حالی که فلورانس با ائتلاف Veneto-Ferrara با هدف پایان دادن به هژمونی مدیچی مبارزه می‌کرد، پیرو دو مدیچی اقداماتی را برای معرفی لورنزو به عنوان جانشین قانونی خود در راس خانواده انجام داد. اندکی پس از توطئه شکست خورده ۱۴۶۶، در واقع، پیرو لورنزو هفده ساله را وادار کرد که به جای او در بالیا و در شورای صد نفر بنشیند. با هدف تقویت بیشتر موقعیت خانواده مدیچی، پیرو و لوکرزیا تورنابوونی تصمیم گرفتند پروژه ازدواج بین لورنزو جوان و کلاریس اورسینی رومی را اجرا کنند.
.
کلاریس که از یکی از نجیب‌ترین خانواده‌های رومی بود، در طول اقامت لوکرزیا در رم در سال ۱۴۶۸ مستقیماً توسط لوکرزیا مورد بررسی و قضاوت قرار گرفت که گزارش او با جزئیات بسیار برای پیرو ارسال شد. پروژه ازدواج توسط هر دو خانواده تأیید شد. علاوه بر دریافت ۶۰۰۰ فلورین رومی، مدیچی‌ها قصد داشتند وارد حلقه پاتریسیون پاپ شوند و شخصیت جهان وطنی تری به خود بگیرند. از سوی دیگر، اورسینی با ثروتمندترین خانواده اروپا مرتبط است. به نوبه خود، لورنزو دختر را دیده بود و رضایت خود را به مادری که کار آماده‌سازی ازدواج خود را به او واگذار کرده بود، ابراز .
لورنزو در خاطرات خود (مجموعه مختصری از اطلاعات و رویدادهای مهم زندگی او که در سال ۱۴۷۲ گردآوری شد) دو مرحله نامزدی را مشخص کرد: لحظه ای که کلاریس در سال ۱۴۶۸ به عنوان نامزد به او داده شد (یعنی زمانی که جشن ازدواج برگزار شد. توسط نیابتی در رم در ۱۰ دسامبر ۱۴۶۸، با فیلیپو د مدیچی به عنوان نماینده لورنزو) و لحظه بعدی که در آن عروسی در ۴ ژوئن ۱۴۶۹ با یک مراسم مذهبی در فلورانس برگزار شد که به دنبال آن مهمانی‌های بزرگی که توسط پیرو حمایت مالی می‌شوند. او همچنین در همین خاطرات به بارداری همسرش و تولد اولین فرزندان (لوکرزیا، پیرو و دوقلو که اندکی پس از تولد فوت کردند) اشاره کرد و در پایان از خداوند خواست تا او و فرزندانشان را از هر خطری حفظ کند.
.
این دو بسیار متفاوت بودند: لورنزو لذت‌جو بود، غرق در فرهنگ نوافلاطونی و عاشق زندگی بود، در حالی که کلاریس دارای تحصیلات سخت و سختگیرانه بود، عمیقاً مذهبی بود و در ادبیات و فرهنگ انسان‌گرا تحصیلات کمی داشت. با این وجود، مکاتبات بین این دو نشان دهنده لحن‌هایی از محبت و احترام متقابل بود و دلیلی وجود دارد که باور کنیم احساسی صمیمانه در طول سال‌ها بین آنها متولد شده است. لورنزو هیچ شعری را به همسرش تقدیم نکرد، با این حال گمان می‌رود که غزل او راه پترارک را دنبال می‌کند، بنابراین مکتب تروبادوری و نظریه‌های آندره آ کاپلانو که بر اساس آن آمور کورتز فقط می‌تواند زنا باشد. و رابطه زناشویی را مستثنی می‌کند.
با این حال، لورنزو وظایف زناشویی خود را انجام داد و این زوج در ده سال اول ازدواج ده فرزند باردار شدند. او برخلاف پدر و پدربزرگش هیچ فرزند نامشروعی نداشت و عاشقانش در زمان ازدواجش با اورسینی با قطعیت شناخته نشدند. با وجود تفاوت در شخصیت، لورنزو همسرش را به شیوه خود دوست داشت و مرگ زن که در سال ۱۴۸۸ بر اثر سل رخ داد، ضربه سختی بود. لورنزو در نامه ای به پاپ اینوسنتی هشتم تمام دردها و مشکلات خود را در پذیرش از دست دادن و نبود همسر عزیز و بسیار نازنینش بیان کرد. با این حال، او جشن‌های کارناوال را برای او ممنوع نکرد، که در عوض به دلیل مرگ برادرش جولیانو برای یک دهه ممنوع بود و از سال ۱۴۸۸ برای جشن گرفتن بازگشت. .

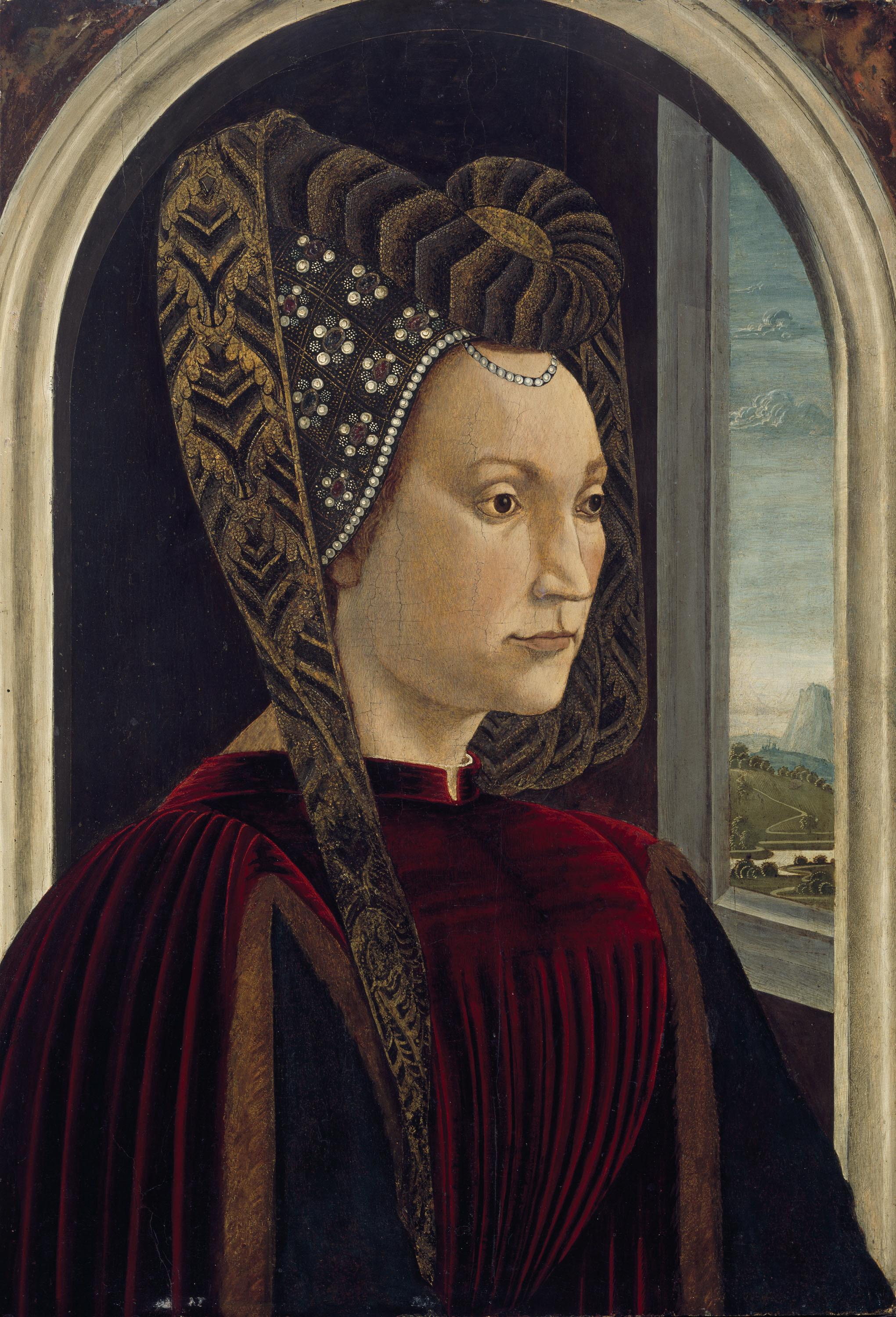
چهرهٔ فرضی همسر لورنزو مدیچی

### دولت (۱۴۶۹–۱۴۹۲)

#### سالهای اولیه (۱۴۶۹–۱۴۷۷)

##### اصلاحات نهادی
پیرو دی مدیچی نتوانست از ثمرات سیاست ازدواج خود لذت ببرد. به‌طور کامل توسط نقرس و عوارض ناشی از آن از بین رفت، او در ۲ (سایر منابع گواهی می‌دهند ۳) دسامبر ۱۴۶۹ در اثر خونریزی مغزی درگذشت. لورنزو بیست ساله سپس همراه با برادرش جولیانو قدرت فلورانس را به دست گرفت و اعتماد سیاستمداران مرتبط با مدیچی‌ها را دریافت کرد. به دنبال پدربزرگ و پدرش، لورنزو رسماً قدرت را نپذیرفت و می‌خواست یک شهروند ساده فلورانس در نظر گرفته شود در حالی که عملاً قدرت شهر و ایالت را در دستان خود متمرکز می‌کرد. .
.
لورنزو اگرچه از نظر درایت سیاسی با پدربزرگش برابری می‌کرد، عطش خود را برای قدرت آشکارا نشان داد و باعث سرزنش و ترس سایر بزرگواران شد. در دوره ۱۴۶۹ تا ۱۴۷۲، در واقع، لورنزو تمام رقابت‌های بین خانواده‌های فلورانسی را کنار گذاشت تا داور برتر در هر سؤالی شود. تقویت خانواده مدیچی، در سطح نهادی، توسط قانون اساسی شورای بزرگ (ژوئیه ۱۴۷۱) و با تقویت شورای صد، که دومی در دستان طرفداران پزشکی قرار گرفت، تعیین شد. صلاحیت انتشار قوانین بدون دخالت ارگان‌های مردمی.

##### اولین توطئه
دیوتیسالوی نرونه و سایر تبعیدیان که معتقد بودند از بی تجربگی دو برادر جوان سوء استفاده می‌کنند، با Borso d'Este برای سرنگونی قطعی مدیچی‌ها نقشه کشیدند و شورش پراتو را علیه فلورانس برانگیختند، زیرا این شهر نزدیک‌ترین شهر تحت انقیاد بود. اما همان‌طور که جرج فریدریک یانگ منتقد خلاصه می‌کند، کودتا پیش از موعد کشف شد:
| «اما لورنزو می‌دانست که چگونه به موقع عمل کند. دسیسه‌ها در شهر [فلورانس] با درایت او خنثی شد، نیروهایی برای بازپس‌گیری پراتو اعزام شدند و شورش در نتیجه خاموش شد. |

##### جنگ علیه ولترا
در سال ۱۴۷۲، لورنزو، به دلایل اقتصادی و سیاسی، تصمیم به جنگ با ولترا گرفت. در واقع، مدیچی‌ها از یک سو در آرزوی به دست آوردن منابع غنی زاج تازه کشف شده بودند، در حالی که از سوی دیگر قصد داشتند با تسخیر یک شهر مهم، اعتبار داخلی و خارجی دولت (و خانواده اش) را تقویت کنند. در توسکانی. جنگ ناگهانی بود و در همان سال با غارت شهر توسط سربازان به رهبری فدریکو دا مونتفلترو پایان یافت. به دنبال آن قتل‌عام خشونت‌آمیزی علیه مردم ولترا انجام شد که موجب تحقیر افکار عمومی فلورانس شد. برای تأیید سلطه فلورانس بر ولترا، لورنزو تصمیم گرفت قلعه ای با ابهت بسازد که دارای مدرن‌ترین راه حل‌های دفاعی آن زمان بود و بسیاری از ویژگی‌های استحکامات آینده را پیش‌بینی می‌کرد.
.

#### توطئه پازی (۱۴۷۸)

##### پیشینه (۱۴۷۳–۱۴۷۸)

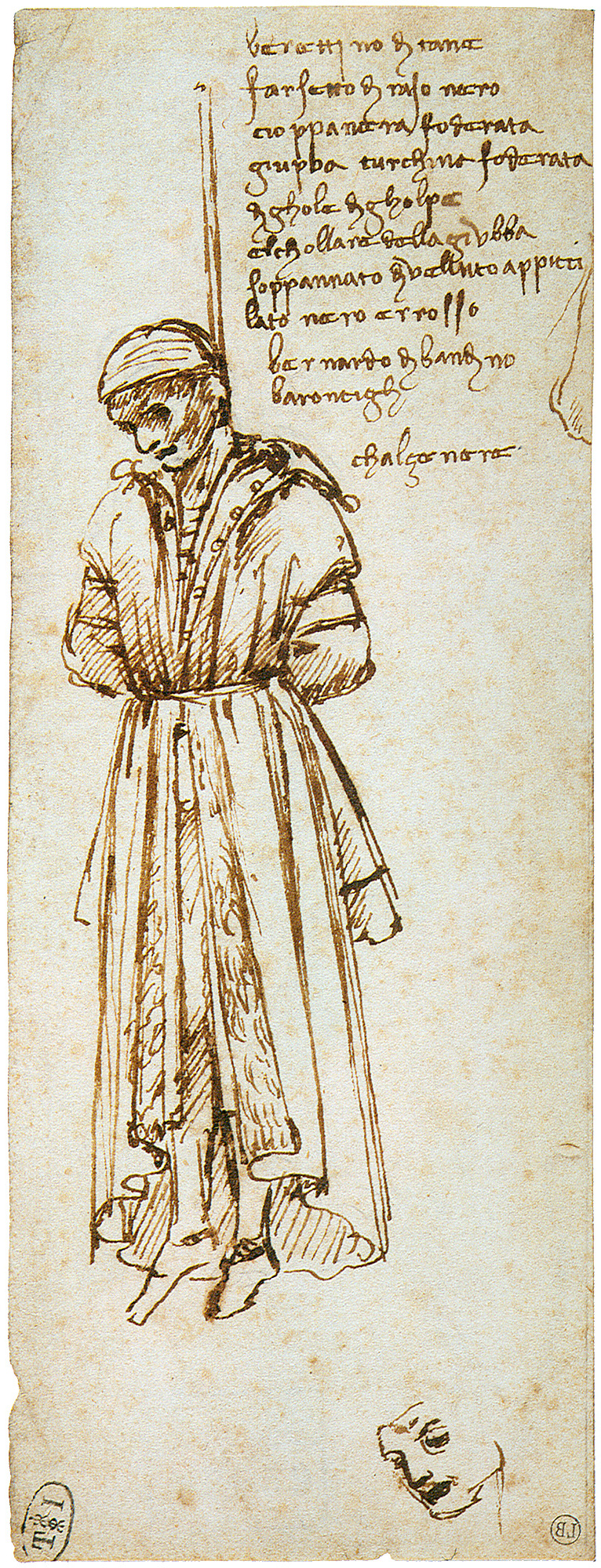
جسد برناردو برنسی اثر لئوناردو داوینچی

علیرغم موفقیت‌هایی که در سیاست خارجی، تقویت داخلی و سیاست شکوهمندی که توسط لورنزو انجام شد، قدرت خانواده مدیچی همچنان مورد اصطکاک برخی از فلورانسی‌ها بود، اما دسیسه‌های برخی از مهم‌ترین آن‌ها بسیار تعیین‌کننده‌تر بود. قدرت‌ها. ایتالیایی‌ها پاپ سیکستوس چهارم که در ابتدا با لورنزو روابط صمیمانه داشت، به دلیل پروژه پاپی برای اشغال قلعه‌های استراتژیک ایمولا و فانزا، دو شهر بسیار نزدیک به مرز شمالی جمهوری (۱۴۷۳–۱۴۷۴) با لورنزو برخورد کرد، و Città di Castello، یک پاسگاه معروف منافع فلورانس در اومبریا. چنین مانور استراتژیک در واقع منجر به محاصره فلورانس می‌شد، وضعیتی غیرقابل قبول برای ارباب مدیچی.
.
تنش در مواجهه با امتناع لورنزو، بانکدار اصلی واتیکان، از پرداخت مبلغ ۴۰۰۰۰ فلورین لازم برای خرید ایمولا از Sforzas به پاپ تشدید شد. مخالفت مدیچی انگیزه خوبی داشت: هدف سیکستوس چهارم در واقع این بود که فلورانس را به دست برادرزاده جاه طلب خود ژیرولامو ریاریو بسپارد و حوزه نفوذ دولت پاپی را تا حد تعیین تسلیم کل ایتالیا مرکزی به پاپ گسترش دهد. سیاست. امتناع لورنزو باعث بدتر شدن روابط دیپلماتیک بین فلورانس و کشورهای پاپ شد. پاپ سیکستوس چهارم با تحریک برادرزاده‌اش شروع به بافتن شبکه‌ای از دسیسه‌ها علیه مدیچی‌ها کرد که شامل اسقف اعظم پیزا فرانچسکو سالویاتی، دوک اوربینو فدریکو دا مونتفلترو، پادشاه ناپل فرانته و جمهوری سینا می‌شد .
.
تماس با نمایندگان اصلی جبهه داخلی ضد مدیچی در فلورانس برقرار شد، که در میان آنها خانواده باستانی و بسیار ثروتمند پاتزی که از قدرت فزاینده لورنزو و براندازی وحشت زده بودند، برقرار شد. برخی ساختارها جمهوری‌خواه. روندی که منجر به توطئه تنگ‌تر شدن روابط بین سینیوریا و پاپ شد، چهار سال طول کشید. این با تحول معاصر وضعیت سیاسی ایتالیا توضیح داده شده است. در واقع، تنها پس از مرگ خشونت‌آمیز دوک میلان Galeazzo ماریا اسفورزا (۲۶ دسامبر ۱۴۷۶) بود که لورنزو همیشه روابط عالی با او داشت و وقوع جنگ داخلی متعاقب آن بین نایب السلطنه بونا دی ساووا و برادران زن، که توطئه گران تصمیم گرفتند در آشکار عمل کنند. آن‌ها قصد داشتند از تضعیف موقت مدیچی‌ها که بدون ابزار نظامی متحدانی که در سال‌های گذشته از قدرت آنها حمایت کرده بودند، استفاده کنند.

##### حمله ۲۶ آوریل
اولین تلاش برای از بین بردن فیزیکی دو جوان مدیچی در ۲۵ آوریل انجام شد، زمانی که جاکوپو دی پازی به فکر مسموم کردن ظروف رزرو شده برای لورنزو و جولیانو افتاد. با این حال، دومی دارای بی‌رویی بود که به او اجازه شرکت در پذیرایی را نمی‌داد، در نتیجه توطئه‌گران را مجبور کرد به گونه‌ای دیگر عمل کنند. این مناسبت روز بعد، یعنی در ۲۶ آوریل ۱۴۷۸ بازگشت. در حالی که آنها در سانتا ماریا دل فیوره مشغول گوش دادن به مراسم عشای ربانی بودند، در لحظه اعتلای میزبان مقدس، دو برادر مورد حمله قرار گرفتند: جولیانو توسط قاتلان برناردو باندینی بارونچلی به ضرب گلوله کشته شد. و فرانچسکو دی پازی، در حالی که لورنزو، که توسط کشیش ولترا آنتونیو مافی کمی مجروح شده بود، با پناه بردن به قربانی، با کمک برخی از دوستان از جمله پولیزیانو و فرانچسکو خود را نجات داد. نوری که جسدش را به خنجر قاتل انداخت و جان او را نجات داد.

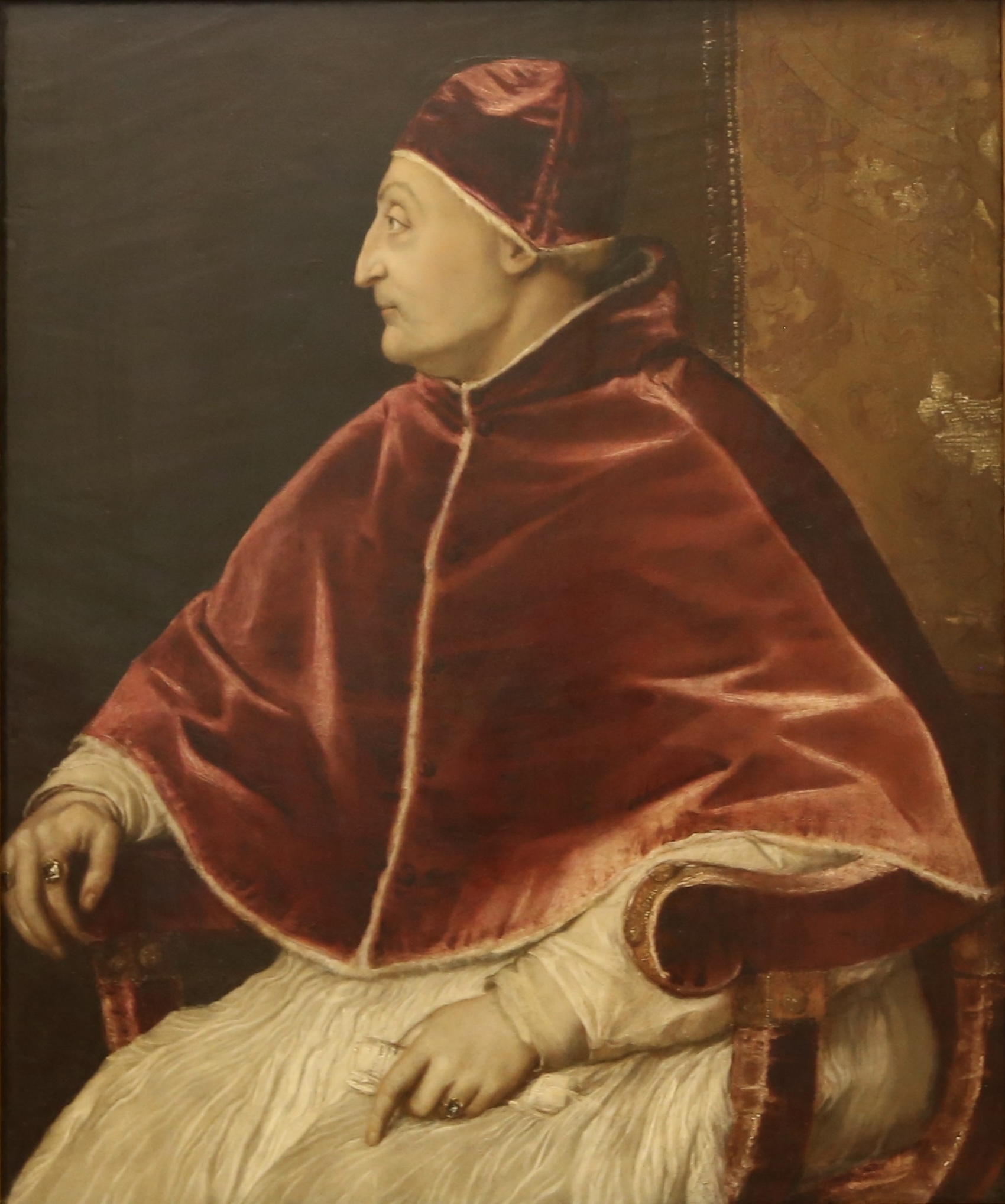
پاپ سیکستوس چهارم اثر تیسین اصلی‌ترین مخالف لورنزو مدیچی

سرنوشت لورنزو که در قفسه سینه محصور شده بود، در نهایت توسط قیام مردمی به نفع او تعیین شد. مردم، در واقع، به زودی از حمله وحشیانه مطلع شدند، به فریاد "توپ! توپ!" (در کنایه از توپ‌هایی که روی نشان نظامی مدیچی قرار داده شده است)، خود را علیه توطئه گران پرتاب می‌کند. در همان زمان، چزاره پتروچی، گونفالویر، پس از اطلاع از این حمله، برخی از توطئه‌گران را به رهبری اسقف اعظم سالویاتی در کاخ وکیو دستگیر کرد و بدین ترتیب آنها را به دار آویخت.

##### انتقام از توطئه گران
انتقام از Pazzi و متحدان آنها وحشتناک بود، زیرا به این ترتیب نمونه ای در برابر کسانی شد که در آینده می‌خواستند قدرت مدیچی‌ها را بر شهر تضعیف کنند. لورنزو یک سری اعدام‌ها را در پیاتزا دلا سینیوریا انجام داد، از جمله اعدام دو انیماتور اصلی توطئه، یاکوپو و برادرزاده‌اش فرانچسکو دی پازی، که در حین تلاش برای فرار از فلورانس دستگیر شدند. از دیگر اعضای خانواده، تنها گوگلیلمو به عنوان غریبه با واقعیت‌ها و همچنین به دلیل اینکه شوهر بیانکا، خواهر ماگنیفیکو بود، در امان ماند.
اما گوگلیلمو و همسرش به دلیل تعلق به خانواده پازی، مجبور به تبعید شدند. سرانجام برناردو باندینی، که حتی سعی داشت از سلطان محمد دوم حمایت کند، بازگردانده شد و اعدام شد. محبوبیت لورنزو در اوج خود بود، زیرا او به عنوان یک موضوع نفرت از سوی چند اوباش بدون هیچ طرفدار محبوبی دیده می‌شد. در واقع، مراسم تشییع جنازه‌ای که لورنزو در سن لورنزو برای برادرش جولیانو برگزار کرده بود، شاهد مشارکت تمام شهروندی فلورانس بود. این حمله غم‌انگیز باعث شد تا لورنزو برای یک دهه متوقف شود، سپس تا سال ۱۴۸۸ تمام رویدادهای مربوط به کارناوال متوقف شود.

#### جنگ ضد پزشکی (۱۴۷۸–۱۴۸۰)

##### سفر به ناپل
سیکستوس چهارم که از رفتاری که برای توطئه گران و مهم‌تر از همه به خاطر به دار آویختن یک روحانی خشمگین شده بود، جنگی آشکار را علیه لورنزو آغاز کرد: او این افراد و بزرگان جمهوری را تکفیر کرد. اعضای بانک رومی مدیچی را بسته و دستگیر کرد. او آشکارا با فرانته از ناپل، با سینا، لوکا و اوربینو متحد شد. و به فلورانس متحد میلان و ونیز اعلام جنگ کرد. لورنزو، مورد حمایت شهروندان و روحانیون توسکانی (که به نوبه خود پاپ را تکفیر کردند)، آماده شدن برای دفاع نظامی. پس از ماه‌ها مبارزات طاقت فرسا، که در آن فلورانس ضعیف از متحدانش کمک چندانی دریافت نکرد و شاهد فرار برخی از کاپیتان‌های ثروتمندی بود که توسط او فرستاده شده بود، جنگ در سال ۱۴۷۹ تغییر کرد، زمانی که ائتلاف ضد فلورانس پس از آن شروع به کار کرد. یک محاصره طولانی، Colle di Val d'Elsa .
.
لورنزو، با مشاهده جدی بودن اوضاع، به توصیه لودویکو ایل مورو و با رضایت سینیوریا مخفیانه فلورانس را ترک کرد و حکومت ایالت را در غیاب او به توماسو سودرینی، سپرد و سپس مخفیانه از بندر گو کشتی گرفت و شجاعانه به ناپل رفت تا با پادشاه فرانته مقابله کند. اما با آگاهی از اینکه پادشاه ناپل در توطئه سال قبل شرکت کرده بود، لورنزو قبل از دریافت اطمینان از مور و ایپولیتا ماریا اسفورزا مبنی بر اینکه فرانته او را نیز زندانی نمی‌کند و نمی‌کشد، آنجا را ترک نکرد. همان‌طور که با مهمانان دشمن خود برخورد می‌کرد. دومی که با افتخار میهمان برجسته فلورانسی را به مدت سه ماه بازداشت کرد، امیدوار بود که فلورانس، در مواجهه با غیبت طولانی لورنزو، با رفتن به سمت پاپ شورش کند.

#### صلح
با توجه به وفاداری فلورانسی‌ها به ارباب خود، فرانته درخواست‌های صلح را انجام داد. برای تحت فشار قرار دادن پادشاه، عروس ایپولیتا نیز بود، که با فرهنگ عالی و توانایی سیاسی پدرش فرانچسکو، از یک طرف سعی کرد برادرش لودوویکو را حفظ کند. il Moro در اتحاد با فلورانس، از سوی دیگر برای متقاعد کردن همان برای ادامه مذاکرات با پادشاه ناپل برای جلوگیری از سقوط لورنزو به نام اتحاد باستانی که بین دو خانواده شکل گرفت.
صلح در فلورانس طنین انداز زیادی داشت: در بازگشتش، که در ۱۳ مارس ۱۴۸۰ اتفاق افتاد، لورنزو توسط فلورانسی‌ها به عنوان ناجی میهن مورد استقبال قرار گرفت، در حالی که سیکستوس چهارم، که توسط ائتلاف جدید بین فلورانس احاطه شده بود، ناپل و فرارا و ترس از تصرف اوترانتو توسط ترکها، پیشنهاد صلح داد و لورنزو را از تکفیر در ۳ دسامبر ۱۴۸۰ آزاد کرد. نیکولو ماکیاولی، در تاریخ‌های فلورانسی خود، پیروزی مدیچی‌ها را این گونه قضاوت می‌کند:
| بنابراین، لورنزو بسیار عالی به فلورانس بازگشت، اگر او را ترک کرده بود، و با آن شادی شهر بود که شایستگی ویژگی‌های عالی و شایستگی‌های تازه‌اش را داشت و زندگی‌اش را برای بازگرداندن صلح به وطن خود نشان داد.» |
| (نیکولو ماکیاولی، تاریخ‌های فلورانس، نقل، ص 406). |

علیرغم تعالی‌های بعدی، صلح اساساً با شکست مواجه شد، زیرا پادشاه فرانته پسرش آلفونسو را از توسکانی به یاد نیاورد، کسی که با سربازانش به کار سیه‌نا ادامه داد و فلورانس را تحت سلطه خود درآورد. در عوض، لورنزو با تهاجم خونین ترکیه به اوترانتو نجات یافت، که فرانته را مجبور کرد آلفونسو را از توسکانی فرا بخواند تا او را به پولیا بفرستد. با وجود قتل‌عام غیرنظامیان به دست ترکها، لورنزو از این رویداد چنان خرسند بود که به افتخار سلطان یک مدال یادبود ساخت. این به شایعاتی دامن زد که خود او در ارتباط با جمهوری سرنیسیمای ونیز بود که از سلطان ترکیه خواست به اوترانتو حمله کند تا خود را از حضور آراگون در توسکانی رهایی بخشد. در ۳۰ نوامبر ۱۴۸۰ او علناً اعلام کرد که مردم فلورانس ترجیح می‌دهند «در دست ترک‌ها بیفتند تا اینکه سرزمین‌های خود را به دست سینی‌ها و دشمنان آنها رها کنند» و اعلام کرد که او هیچ کمکی برای پادشاه ارسال نمی‌کند. فرانته اگر ابتدا زمین‌هایی را که گرفته بود به او پس نمی‌داد. این عمل به نظر فرانته یک باج خواهی وقیحانه به نظر می‌رسید، به طوری که در پایان دسامبر متوجه شد که اتحاد او با فلورانس و میلان منحل شده است.

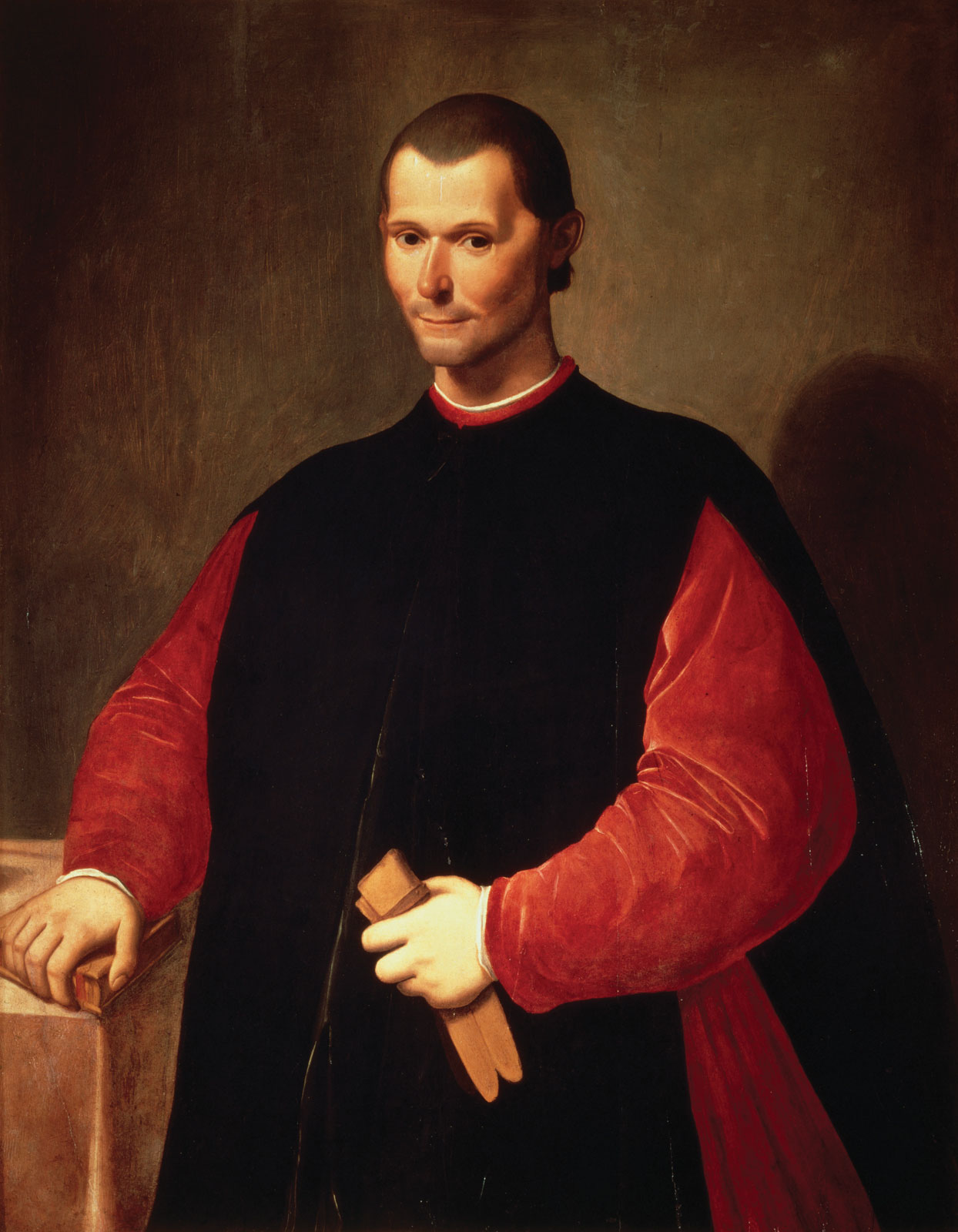
ماکیاولی اثر سانتی تیتو

#### لورنزو "سوزن تعادل
در سیاست خارجی، لورنزو اعتبار زیادی به دست آورد، به طوری که مورخ بعدی، فیلیپو د نرلی (۱۴۸۶–۱۵۵۷)، او را به عنوان "سوزن تعادل" سیاست ایتالیا تعریف کرد. در واقع، توانایی دیپلماتیک مدیچی‌ها توسط همه اربابان شبه جزیره به رسمیت شناخته شد، عاملی که لورنزو برای حفظ فضای آرامش عمومی با هدف زنده نگه داشتن رؤیای پدربزرگش کوزیمو با ایجاد لیگ ایتالیا استفاده کرد. علاوه بر این، مهارت و اقناع لورنزو که با آن توانست اهداف فرانسوی‌ها را از ایتالیا حذف کند، او را به شخصیتی با اهمیت بین‌المللی تبدیل کرد، به طوری که حاکمان مختلف اروپا او را مانند یک پادشاه می‌دانستند. . لورنزو مشاور حاکمانی بود، مانند امپراتور فردریک سوم اتریش، ماتیاس کوروینوس پادشاه مجارستان، و دیگر شاهزادگان اروپایی.

##### اتحاد با معصوم هشتم و روم
پس از پایان جنگ نمک، سیکستوس چهارم درگذشت (۱۲ اوت)، دشمن خطرناک و برهم زننده صلح ایتالیا را از صحنه سیاسی حذف. در کنفرانس بعدی، کاردینال جنوایی جووانی باتیستا سیبو انتخاب شد که نام پاپی Innocent VIII را به خود گرفت. با پاپ جدید، مردی با قد و قامت سیاسی پایین، مدیچی‌ها به لطف خیرخواهی که پدر مقدس برای بزرگواران داشت، حتی بیشتر به حکومت پاپی. دومی، در واقع، متقاعد شده بود که تنها اتحاد بین فلورانس، ناپل و دولت کلیسا، خارجی‌ها را از خاک ایتالیا دور نگه می‌دارد.
اولی با بهره‌گیری از روابط صمیمانه بین لورنزو و پاپ، موفق شد پسرش جیووانی، پاپ آینده لئو ایکس، کلاه کاردینال را دریافت کند. در ازای آن، لورنزو دخترش مادالنا را به ازدواج پسر قانونی پاپ، فرانسچتو سیبو می‌داد، که در سال ۱۴۸۸ اتفاق افتاد. در مارس ۱۴۸۷، دوباره با توجه به این سیاست طرفدار روم، لورنزو با پسر ارشدش ازدواج کرد. پیرو با یکی از اقوام همسرش کلاریس، آلفونسینا اورسینی، دختر روبرتو اورسینی، به این ترتیب خانواده‌اش را بیشتر تقویت کرد و بعد بین‌المللی بیشتری به آن بخشید.

##### سایر موفقیت‌های سیاست خارجی
لورنزو با توجه به موفقیتی که پس از سال ۱۴۸۰ به دست آمد، اکنون به لطف استفاده از دیپلماسی، اکنون با استفاده از نیروی نظامی (با وجود عدم دریافت آموزش واقعی نظامی به معنای وسیع)، توانست مرزها را گسترش دهد. جمهوری در سال ۱۴۸۴، سربازان فلورانسی پیتراسانتا را از جنوا ربودند، یک پاسگاه نظامی مهم که فلورانس از آنجا می‌توانست لوکا را در صورت جنگ تهدید کند.
در سال ۱۴۸۷ نوبت به سرزنا و قلعه سرزانلو رسید که توسط جنواها فتح شد و پس از تلاش لیگوریان برای تسخیر مجدد آنها در دست فلورانس باقی ماند. روابط با سایر جمهوری‌های توسکانی نیز بهبود یافت: لوکا که ابتدا با لورنزو دشمنی داشت و اکنون توسط قلعه سرزنا تهدید می‌شد، با فلورانس ائتلاف کرد. همین امر در مورد دشمن سنتی فلورانس، سیهنا نیز صادق بود، جایی که لورنزو موفق شد دولتی را به نفع خود تحمیل کند.

#### سیاست داخلی

##### شورای هفتاد
با تقویت این موفقیت‌ها در سیاست خارجی، لورنزو قدرت را بیشتر در دستان خود از طریق تأسیس شورای هفتاد، یک هیئت حاکمه متشکل از اعضای طرفدار پزشکی که باید هم در مورد امور اداری و هم در امور جنگی بحث می‌کرد، متمرکز کرد. این در واقع مستلزم کاهش اقتدار Priors و Gonfaloniere di Giustizia بود که وظایف متفاوتی داشتند و اجازه چنین فعالیت سریع دولتی را در صورت نیاز نمی‌دادند.
قدرت واقعی این ارگان جدید قدرت، که برای تقویت قدرت مدیچی پس از خطر ۱۴۷۸ ایجاد شد، در این واقعیت بود که انتخاب اعضا منوط به چرخش نبود، یک استثنا مطلق در سیستم دموکراتیک فلورانس. ایجاد چنین انجمنی که ظاهراً بر اعتبار و کارکرد سایر ساختارهای جمهوری‌خواه مانند شورای صدها یا خود گونفالویر تأثیری نمی‌گذارد، باید موقتی باشد و فقط پنج سال طول بکشد تا نیازهای جامعه را تأمین کند. جنگ‌های در حال انجام. این سیاست تمرکز تا سال ۱۴۹۰ ادامه یافت، زمانی که لورنزو شورای ۷۰ نفره را به هفده عضو محدود کرد، که ریاست کالج آن مستقیماً توسط رئیس خانواده مدیچی و ریاست امور اقتصادی بود.
علاوه بر این، لورنزو با برخی از خانواده‌های نجیب فلورانسی پیوندهای والدینی برقرار کرد و دختر بزرگش لوکرزیا را در ۱۰ سپتامبر ۱۴۸۶ به یاکوپو سالویاتی داد، خانواده‌ای که فرانچسکو سالویاتی که چند سال قبل لورنزو را به جان خریده بود به آن تعلق داشت. دختر ماقبل آخر، کونتسینا، برای پیرو ریدولفی مقدر شده بود، اما ازدواج در سال ۱۴۹۴ زمانی که لورنزو دو سال بود مرده بود جشن گرفته شد.

##### تولد دوباره پیزا
تحت حکومت لورنزو، شهر پیزا که توسط فلورانسی‌ها در سال ۱۴۰۶ فتح شد، پس از یک دوره طولانی رکود و بحران به دلیل اقدامات محدودکننده ای که فلورانس آلبیزی اعمال کرد، اولین نشانه‌های تولد دوباره را نشان داد. لورنزو متوجه شد که لازم است به شهر، تنها بندر جمهوری، مجموعه‌ای از مزایایی که اقتصاد و زندگی اجتماعی را از سر می‌گیرد، بازگرداند: ساخت ساختمان‌های عمومی و عمومی جدید، بازگشایی استودیو. در سال ۱۴۷۳ و تشویق به فعالیت دریانوردی (برای یادآوری معاهده تجاری که هنری هفتم انگلستانبا فلورانس مقرر شد و شهر را به مرکز تجارت بین انگلستان و ایتالیا تبدیل کرد، به پیزا نقش اقتصادی و فرهنگی جدیدی بخشید. مدیریت بیشتر این مداخلات نتیجه همکاری لورنزو مورلی، فیلیپو دل آنتلا و پیرو گیچیاردینی بود که در سال ۱۴۹۱، پس از به دست گرفتن قدرت‌های فوق‌العاده در شورای هفتاد پیزا، کار بازسازی را آغاز کردند. با مرگ لورنزو باشکوه در سال بعد بی ثمر شد.

#### سالهای گذشته (۱۴۸۸–۱۴۹۲)

##### جیرولامو ساونارولا
سال‌های آخر لورنزو نیز با سانسور اخلاقی شدیدی که در فلورانس به خاطر جیرولامو ساوونارولای دومینیکن گسترش یافته بود، مشخص شد. ساوونارولا که اصالتاً اهل فرارا بود، در سال ۱۴۸۲ توسط Magnifico نامیده شد و شهرت او به عنوان یک سخنور ماهر جلب شد. با این حال، در مواجهه با ناکامی‌های اولیه ای که راهب برگزید، ساوونارولا به مدت شش سال از فلورانس اخراج شد، شهری که با اصرار لورنزو دوباره در سال ۱۴۹۰ مقصدش خواهد بود. دلایل این فراخوان توسط مجلل را باید به تأثیر فیلسوف نوافلاطونی جووانی پیکو دلا میراندولا نسبت داد که به شدت جذب مضامین کاتارتیک و آخرالزمانی شده است. توسط ساونارولا در طول اقامتش در بولونیا و فرارا در آن سالها توسعه یافت.
بازگشت پدر، که در سال ۱۴۹۱ پیشروی صومعه سن مارکو خواهد شد، آغازی برای آشفتگی عاطفی برای اعظم بود، که متهم به فاسد کردن آداب و رسوم فلورانس با بت‌پرستی کلاسیک خود و سرکوب آزادی‌های جمهوری‌خواه بود. . با وجود این، لورنزو همیشه در برابر انعطاف‌ناپذیری اخلاقی دومینیکن، که احتمالاً نیاز به اصلاح کلیسا را با او شریک بود، آشفته باقی می‌ماند.

##### زوال جسمانی و مرگ

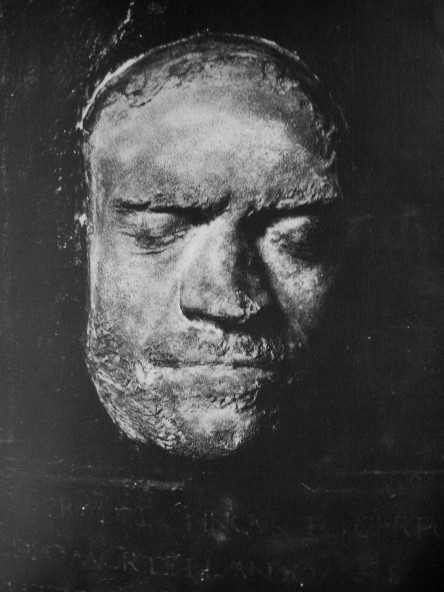
ماسک مرگ لورنزو مدیچی

قبلاً در نیمه دوم دهه ۱۴۸۰، به دلیل طاعون ارثی خانواده مدیچی، یعنی نقرس، سلامتی لورنزو به آرامی و به‌طور اجتناب ناپذیر شروع به کاهش کرد. او بیشتر و بیشتر تلاش کرد تا در آبگرم‌های توسکانی طراوت و سلامتی پیدا کند، اما موفقیت چندانی نداشت. اکنون چند سالی بیوه شده بود (کلاریس در ۳۰ ژوئیه ۱۴۸۸ در بی‌تفاوتی فلورانسی‌ها درگذشت)، در بهار ۱۴۹۲ لورنزو سقوط قطعی خود را تجربه کرد. لورنزو اگرچه شکل شدیدی مانند پدرش پیرو نداشت، اما در سنین جوانی به دلیل قانقاریا ناشی از زخم، که توسط پزشکان در سال قبل دست کم گرفته شده بود، درگذشت، عارضه ای که باعث زوال سریع جسمی شد.
لورنزو با شکوه، پس از آنکه سعی کرد پسر و وارثش پیرو را در مورد اقداماتی که برای مدیریت سیاست داخلی و خارجی فلورانس باید انجام شود هشدار دهد، به ویلا کارگی منتقل شد، در سن ۴۳ سالگی درگذشت. در شب هشتم فروردین. در زمان مرگ، لورنزو توسط نزدیکترین دوستانش، از جمله جیووانی پیکو دلا میراندولا و پولیزیانو و بستگان او محاصره شده بود، و همچنین توسط خود ساوونارولا از نظر مذهبی تسلیت می‌گرفت.

### تشییع و خاکسپاری
ناپدید شدن Magnifico فلورانسی‌ها را در حالتی ناامید و تا حدی دردناک قرار داد. در ۹ آوریل، جسد اعظم برای مراسم تشییع جنازه به صومعه سن مارکو برده شد (به درخواست خود لورنزو بدون شکوه، تحت تعقیب قرار گرفت)، و سپس در کلیسای قدیمی کلیسای سن لورنزو قرار گرفت. کلیسای خانواده. تنها چند دهه بعد، بقایای او و برادرش جولیانو به نیو ساکریستی منتقل شد، در یک تابوت که توسط خود میکل آنژ آماده شده بود

### پیامدهای سیاسی مرگ او
| "طبیعت دیگر هرگز چنین انسانی تولید نخواهد کرد"                     |
| (کاترینا اسفورزا، بانوی ایمولا، به محض اطلاع از مرگ لورنزو باشکوه) |

فریاد بانوی ایمولا، علاوه بر تأکید بر آزادگی متوفی، همچنین می‌خواهد بر ضایعه بسیار جدی ماهرترین سیاستمدار ایتالیایی برای ایتالیا تأکید کند، احساسی که سایر شاهزادگان شبه جزیره نیز در آن اشتراک دارند. در واقع، لورنزو توانست لیگ ایتالیایی را که پدربزرگش کوزیمو تقریباً چهل سال قبل ایجاد کرده بود، حفظ کند، و از جنگ‌هایی که قدرت‌های خارجی می‌توانستند از آن سوء استفاده کنند، اجتناب کرد، اگرچه باید در نظر گرفت که حتی زمانی که او زنده بود، جنگ‌هایی وجود داشت. ایتالیا را تقسیم کنید: جنگ توسکانی به دنبال توطئه پازی، توطئه بارون‌ها و جنگ نمک.
جانشین لورنزو، پیرو، ثابت نکرد که در مدیریت اوضاع خطیر، با تکبر حکومت کرد و در برابر تهدید چارلز هشتم، پادشاه فرانسه، رفتاری خدمتکارانه داشت. پیرو، در سال ۱۴۹۴، بنابراین مجبور به ترک فلورانس شد، در حالی که شبه جزیره در جنگ‌های ایتالیا فرورفت.

## فلورانس لورنسی

### حلقه روشنفکران و آکادمی نوافلاطونی
گفته می‌شد که لورنزو معنای رنسانس را تجسم بخشید: لیبرال، لذت جو، زیرک، باهوش و صادقانه به مأموریت انسان گرایانه، لورنزو نویسندگان و هنرمندان را به کاخ خانوادگی در ویا لارگا دعوت کرد. Palazzo Medici Riccardi)، گاهی اوقات آنها را نیز در سایر ویلاهای مدیچی در طول سفرهای خود میزبانی می‌کند. گروه بزرگی از نویسندگان و انسان گرایان که به خانه او رفت و آمد می‌کردند، متنوع و ناهمگون بودند. آنها از افلاطون گرایی کریستوفورو لاندینو و مارسیلیو فیچینو تا التقاط گرایی پیکو دلا میراندولا را شامل می‌شود. سپس از زبان‌شناسی گرانبها و دانشمند آگنولو پولیزیانو به رئالیسم کمیک-توسکانی که در مورگانته لوئیجی پولچی معلق است، عبور کنیم. این ناهمگونی ناشی از تطبیق پذیری سبکی- بلاغی خود ماگنیفیکو بود، توجه و کنجکاوی نسبت به هر شاخه از دانش بشری و گرایش‌های ادبی رنسانس مبتذل.
در واقع لندینو و فیچینو به توصیه گرانیفینس برای بازگرداندن قدرت و نشاط به آکادمی نوافلاطونی کارگی، که قبلاً توسط خود فیچینو در سال ۱۴۶۲ به نمایندگی از کوزیمو د مدیچی تأسیس شده بود، بازگرداند. از «اومانیسم دوم». در مجامع فلسفی که در کارگی برگزار شد، بر اساس یک الگوی آکادمیک مدرن سازماندهی شد نه تنها فیچینو، لاندینو و پولیزیانو، بلکه خود جولیانو و لورنزو دی مدیچی نیز پشت میز نشستند و بدین ترتیب یک ارتباط معنوی و فکری منحصر به فرد بین «محافظان» و «محافظان» برقرار کردند. در واقع، روابط دوستانه لورنزو با دانش‌آموزان و اومانیست‌هایی که در حلقه او بودند بسیار نزدیک بود و وظایف مربوط به زندگی خانگی خانواده مدیچی را به پولیزیانو سپردند. به عنوان مثال، او نقش مربی فرزندان خود را تا سال ۱۴۷۹ بر عهده داشت، زمانی که اومانیست با کلاریس اورسینی در مورد آموزش کودکان اختلافات شدیدی داشت که او را مجبور به کناره‌گیری از این نقش کرد.

### حامی لورنزو

#### ساختمان‌های عمومی
لورنزو که می‌دانست قدرتش مبتنی بر رضایت و منفعتی است که شخص او می‌توانست به فلورانس بیاورد، خود را در ساخت کارهای عمرانی متعدد با هدف جلب حمایت جمعی متمایز کرد. لورنزو که از سال ۱۴۷۰ به عنوان یکی از اعضای کمیسیون (به نام کارگران کاخ) مسئول بازسازی ساختار هنری پالازو وکیو بود، تا پایان عمر خود به پروژه‌های شهری و هنری با هدف تزئینات علاقه‌مند بود. فلورانس. او از بازسازی منطقه در اطراف تعمید سن جیووانی حمایت مالی کرد و در بازسازی کلیساها (به ویژه مناقصه تزئین نمای سانتا ماریا دل فیوره) مشارکت کرد. در سال ۱۴۹۱) و کاخ‌های مهمی با کمک برونلسکی - آلبرتی ساختند.

#### هنرمندان تحت حمایت لورنزو

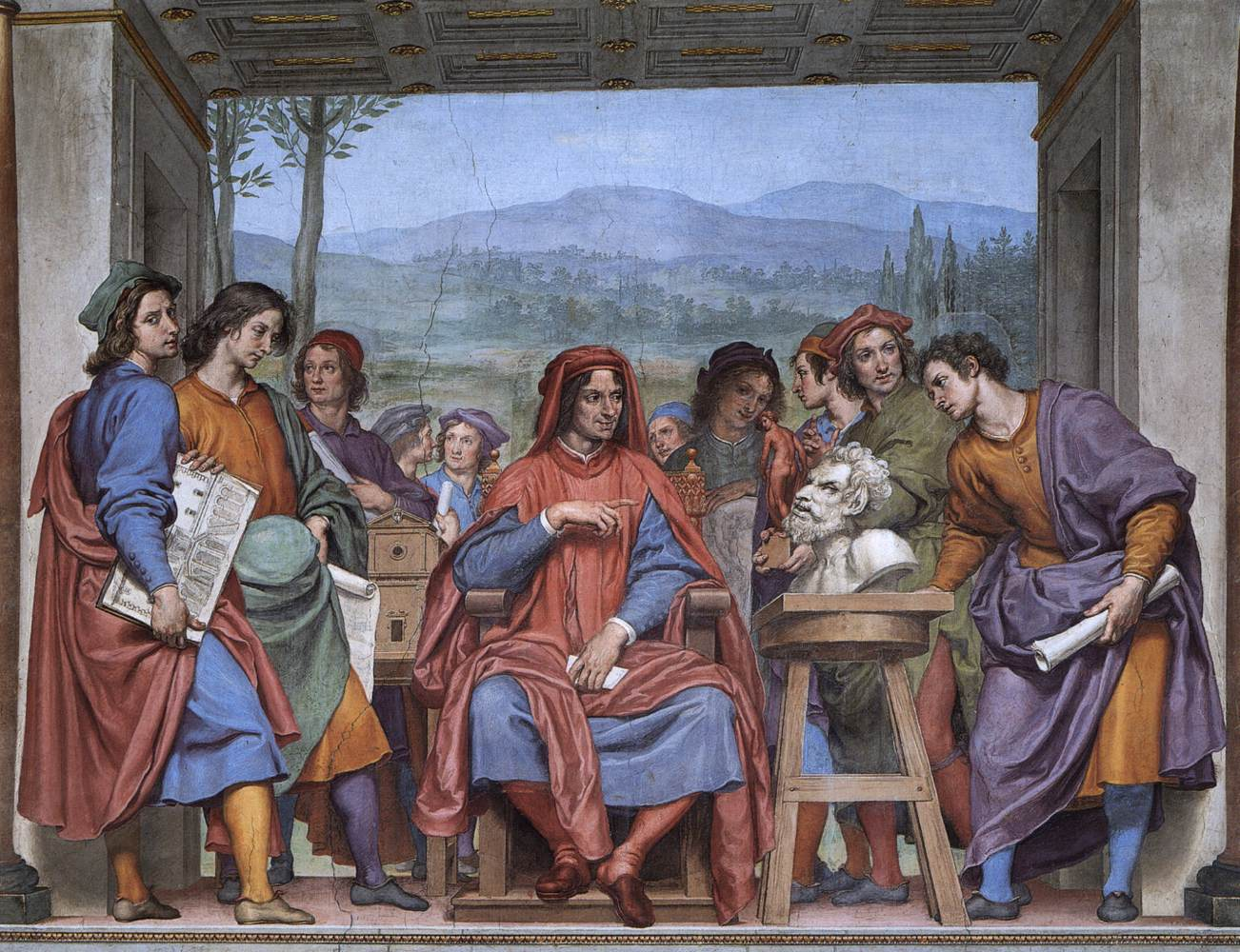
هنرمندان در باغ جورجو وازاری داوینچی میکل انژ وروکیو رافائل

فعالیت شدید به عنوان یک هنردوست به Magnifico اجازه داد تا با هنرمندان بزرگ آن زمان ارتباط برقرار کند. آنتونیو دل پولائولو، فیلیپینو لیپی و ساندرو بوتیچلی برای او کار می‌کردند، اکنون به عنوان دکوراتور مهمانی‌های او استخدام می‌شوند، و اکنون به عنوان پخش‌کننده فرهنگ فیگورال فلورانس در خارج از مرزهای توسکانی. علاوه بر نقاشان، Magnifico همچنین از مجسمه‌ساز آندره آ دل وروکیو (که قنوتاف را برای نیکولو فورتگوری در کلیسای جامع پیستویا خلق کرد) و معمار جولیانو دا سانگالو محافظت کرد. مروج آن التقاط مورد استفاده برای کارهای عمومی است که اساس معماری ویلا دی پوجیو کایانو خواهد بود.
در زمینه موسیقی، مدیچی محافظ و همراه آهنگساز فلاندری هاینریش آیزاک بود که پسرانش را آموزش داد. دغدغه لورنزو همچنین ترویج تولد نسل‌های آینده هنرمندان فلورانسی بود، و در باغ سن مارکو اولین آکادمی هنر را که تاریخ به یاد می‌آورد تأسیس کرد، جایی که امیدوارترین هنرمندانی که از کارگاه‌های وروکیو بیرون آمدند مورد استقبال قرار گرفتند. گیرلاندایو. در میان این جوانان، که می‌توانستند از مجسمه‌های کلاسیک متعلق به لورنزو و توصیه‌های شاگرد دوناتلو، برتولدو دی جووانی الگو استفاده کنند، یک جوان بسیار جوان نیز وجود داشت. میکل آنژ بووناروتی، که از سال ۱۴۸۹ تا ۱۴۹۲ در این باغ رفت و آمد داشت و به خاطر هدایای ذاتی خود تحسین اعظم را برانگیخت، به طوری که از او به عنوان پسرش استقبال کرد و او را وادار کرد که در سفره خود غذا بخورد.

#### ترویج فرهنگی
عشق به فرهنگ و هنر نشان داده شده توسط Magnifico و حمایت از هنرمندان جدید آینده دار فلورانسی تنها به ذائقه خود برای هنر تجسمی دیکته نمی‌شد. لورنزو، به عنوان یک سیاستمدار زیرک، قصد داشت از هنر برای اهداف "سیاسی" استفاده کند، و به شاهزادگان ایتالیایی دیگر برخی از بهترین هنرمندان خود را پیشنهاد کرد که تصویر فلورانس را به عنوان یک "آتن جدید" به نمایش بگذارند:
| «لورنزو از نقاشان، مجسمه‌سازان و معماران فلورانسی می‌خواست که کارهای خارج از شهر را بپذیرند. او معماران Giuliano da Sangallo و Andrea Verrocchio را به پادشاه پرتغال توصیه کرد. او هیچ کاری نکرد تا وروکیو را از رفتن به ونیز برای ساختن بنای یادبود سوارکاری کولئونی بازدارد، و همچنین بوتیچلی و دومنیکو گیرلاندایو در تزئین دیوارهای کلیسای سیستین در رم شرکت نکردند. |
| (هیل، نقل قول، ص 67) |

خود لئوناردو داوینچی ابتدا به عنوان یک موسیقیدان به لودویکو ایل مورو فرستاده شد تا نبوغ خود را به عنوان خالق مهمانی‌ها، بازی‌ها و مهم‌تر از همه به عنوان یک نقاش و مهندس نظامی نشان دهد.

## لورنزو لتراتو

### شاعرانگی

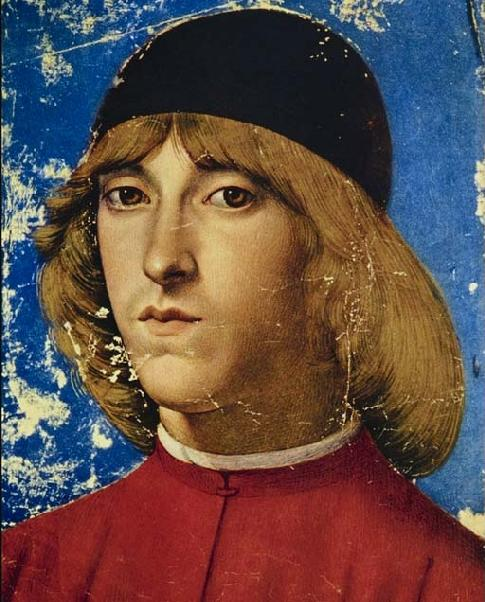
پیرو مدیچی فرزند لورنزو

#### تجربی گرایی
محیط ادبی فلورانس، نه تنها انسان گرایانه، بلکه مبتذل، در Magnifico روح هنری چند ظرفیتی ایجاد کرد که می‌توانست از آهنگ‌های رایج (مثلاً ننسیا دا باربرینو یا آهنگ‌های معروف کارناشیال) به آن‌هایی که از بازنمایی مقدس برخوردار بودند، عبور کند. جنبشی برای تجدید اخلاقی که توسط ساوونارولا ترویج می‌شود، تا حد تجربه‌گرایی که لورنزو را می‌بیند «خود را با هر نوع شعر، فرم و ژانری امتحان می‌کند». تولید Magnifico، که به عنوان "یکی از شخصیت‌های ادبی بزرگ بین پترارک و آریوستو " در نظر گرفته می‌شود، به شدت با رگه ای واقع گرایانه آغشته است که از روشنفکری فرهنگی ناب نخبگان اومانیستی و فلسفی فاصله می‌گیرد تا ریشه‌های خود را در بعد روزمره فلورانس در اواخر قرن پانزدهم فرو ببرد.

#### بین تعهد و آماتوریسم
به دلیل تعهدات سیاسی متعددش، لورنزو وقت آن را نداشت که پولیزیانو یا بویاردو کاملاً خود را وقف شعر و ادبیات به‌طور کلی کند، بنابراین سبک خود را اصلاح کرد و یک مجموعه غزلی بدیع تولید کرد. در واقع، تمایلی برای طبقه‌بندی تجربه هنری لورنزو بین قطب‌های التقاط‌گرایی و «آماتوریسم جدی» وجود دارد که در آن هنر شاعرانه به عنوان
| «آرامش یا طراوت در فرار لحظه ای از دنیای تعهدات سنگین سیاسی؛ به‌طور خلاصه، در دنیای نامه‌ها «پناهگاهی احساسی و ادبی» می‌یابد که در آن «جان خسته را کنار می‌کشد و آرام می‌گیرد…» |

.

### بازگشت زبان عامی

#### یک انتخاب سیاسی

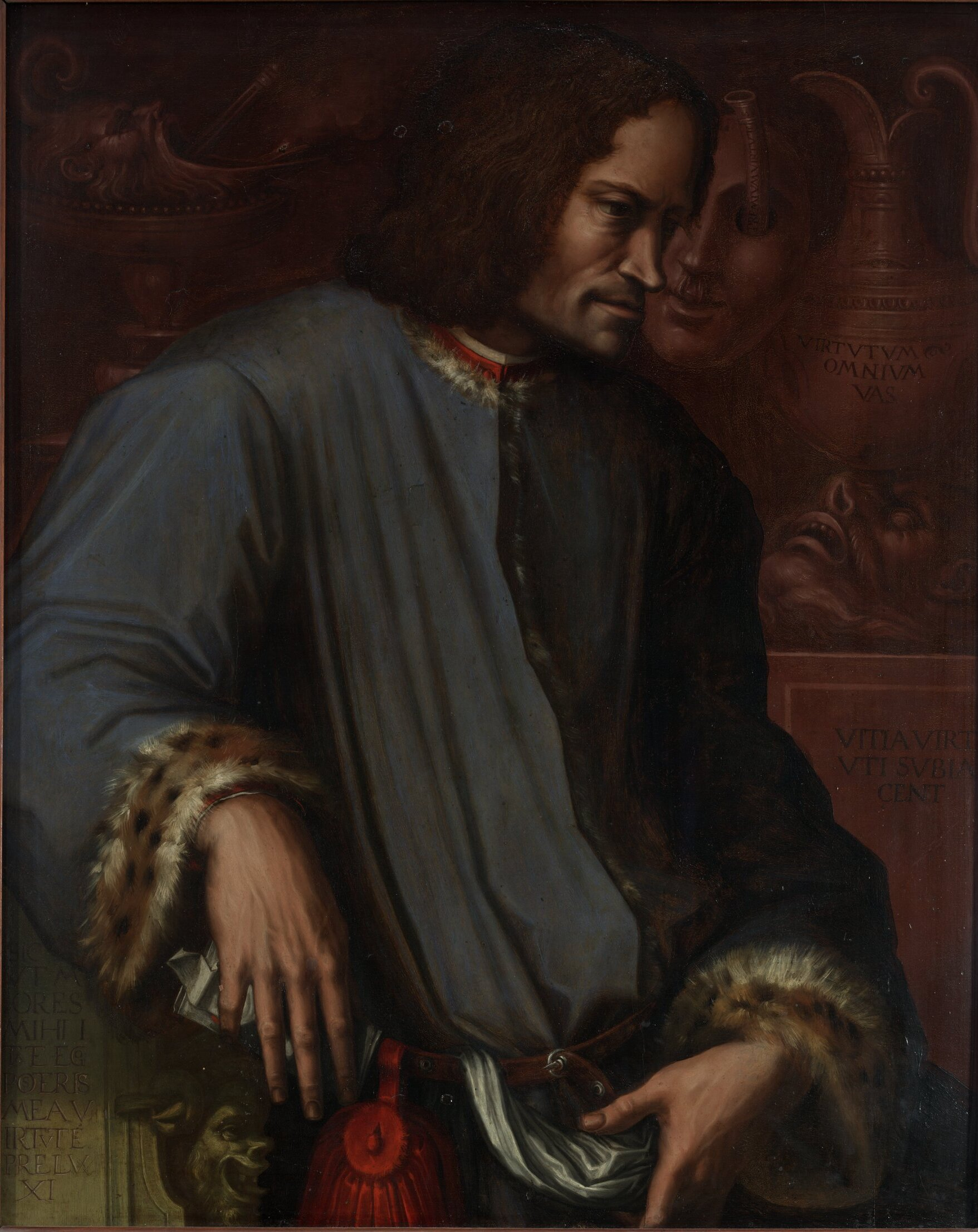
لورنزو مدیچی اثر جورجو وازاری

با حمایت لورنزو توسط پولچی و پولیزیانو، فصل طولانی اومانیسم «ناب» به پایان رسید: از دهه ۱۴۷۰ به بعد، در واقع، ادبیات ایتالیایی به زبان عامیانه دوباره قوت گرفت و مقدمات توسعه آنچه در قرن بعد به کلاسیک گرایی مبتذل تبدیل می‌شود و به آنچه کروچه قرن بدون شعر می‌نامید پایان می‌دهد. بازگشت به مبتذل اما با یک بازی ادبی ساده دیکته نشد. بازیابی سنت غنایی فلورانسی قرن چهاردهم (دانته، پترارکا و بوکاچیو)) بخشی از پروژه فرهنگی لورنزو در تحمیل قطعی زبان فلورانسی به عنوان یک زبان فرهنگی در میان دیگر قدرتمندان ایتالیایی بود، همان‌طور که در گلچین ادبی مجموعه آراگون ظاهر خواهد شد.
در واقع، شاعر وینچنزو کالمتا، در ستایش دربار دوشس بئاتریس دست، انگیزه مهمی را که لورنزو در این رابطه داده است، یادآوری می‌کند:
| برای دوشس بئاتریس نیز کافی نبود که به نیکوکاران دربارش پاداش دهد و تجلیل کند، اما از کدام قسمت ایتالیا [...] به طوری که شعر مبتذل و هنر خطابه، از پترارکا و بوکاچیو در اینجا تقریباً تقلب شد، ابتدا. توسط لاورنتیو مدیس و همتایانش، سپس از طریق تقلید از این زنان و دیگر زنان بسیار منحصر به فرد هم عصر ما، به قدر و منزلتی که در صورت تفاهم باید بازگردانده شود.» |

#### الگوهای شعری و فرهنگی

##### سبک
بنابراین تعجب آور نیست که لورنزو به پطرارکیسم به خاطر مطالب واژگانی و بلاغی بسیار غنی Canzoniere و به تجربی گرایی بوکاچیو اشاره می‌کند. به‌طور دقیق، دل بوکاچیو، بعد مشترکی را که در La Nencia da Barberino ظاهر می‌شود، بر اساس ژانر ادبی طنز شرور که ریشه در بعد فئودالی و مؤدبانه دارد، و همچنین همه آن محبوبیتی را در بر می‌گیرد. رگه معمولی دکامرون، مدل رئالیسم توسکانی که پولچی آن را دوست داشت.

#### نفوذ فیچینو و پولیزیانو
با این حال، زمانی که پولچی به دلیل اختلافات مداوم با فیچینو بسیار منفور (حدود ۱۴۷۳) به رسوایی فرورفت، تولیدات لورنسی به‌طور قطع به محور فلسفی نوافلاطونی تغییر کرد، تأثیری که عشق لورنزو را به سبک شیرین نوو و دانته تقویت کرد. بسیار مورد تحسین فیچینو برای نزدیکی او به افلاطونیسم، به ویژه به ضرر پترارک. از این منظر، تولید ماگنیفیکو به سمت شعری عاشقانه با ارزش اخلاقی و والا (این هدف لورنزو د کامنتو بالاتر از برخی از غزل‌هایش است) که بعداً توسط «کلاسیک» محصور شد، جهت‌گیری شد. طبیعت‌گرایی» توسط پولیزیانو.
.

##### شعر «فلورانس»
همان‌طور که جولیو فرونی اشاره می‌کند، از سال ۱۴۸۰، لورنزو بر تولید ادبی متمرکز شد که روحیات و احساسات فلورانس را منعکس می‌کرد، بنابراین با درایت روانشناختی قابل توجهی وارد روحیه مدنی شد. به‌طور خاص، این ترکیب شعر و بیان مدنی، لورنزو را به تولید آثاری در ظاهر متضاد با یکدیگر سوق داده است که همزیستی آنها حتی در سطح زمانی بر اساس ادبیات ارائه شده قابل توضیح است.
1. از یک سو، لورنزو خود را وقف تولید دینی کرد و لائودی و نمایش مقدس جان و پل ۱۴۹۰ را سرود، یا بازنمایی مقدسی که در پی جو ناآرامی که از موعظه ساوونارولی به وجود آمد.
2. از سوی دیگر، فضای جشن کارناوال فلورانس، شدید در فضای شادی و نشاط، در I canti carnascialeschi (1490، بنابراین در همان سال نمایش مقدس)، که جواهر شاعرانه آن توسط معروف Canzona di Bacco.[۵۷]

### آثار
دوره اول (سالهای ۱۴۶۰–۱۴۷۲ / ۷۳)
تولید این دوره بیشتر به سنت غنایی- درباری با میانجی گری ادبیات توسکانی اشاره دارد که همگی با محوریت تجلیل از زیبایی‌های طبیعت، جوانان و زنان است.
- کورینث، ساخته شده در سن ۱۵ سالگی (۱۴۶۴–۱۴۶۵)، در سه قلوهای یک شخصیت اساطیری، که بعداً در سال ۱۴۸۶ بازسازی شد.
- ننسیا دا باربرینو، که بین سال‌های ۱۴۶۹ و ۱۴۷۳ نوشته شده است، «طنز دهقان» را به خود اختصاص می‌دهد و شخصیت دهقان را در خامی، سادگی و بی‌رحمی معمولی‌اش نشان می‌دهد. این تقلیدی از مضمون چوپان عاشق است، زیرا چوپان وارلا با کلمات خشن خود سعی می‌کند ننسیا محبوب را عاشق خود کند.
- رمان رمان‌های جیاکوپو و نوولا دی ژینورا به سال ۱۴۶۹ برمی‌گردد. نسخه اول بر اساس مدل رمان‌های بوکاچیو ساخته شده است، در حالی که دومی، ناقص، در یک کلید روان‌شناختی، عشق جوانی لوئیجی لانفرانچی، بیست ساله، را بیان می‌کند. ژینورا دی گریفی جوان.[۵۸]
- بئونی (یا سمپوزیوم، با اشاره کنایه آمیز آشکار به دیالوگ افلاطونی به همین نام)، شعری اندکی قبل از ۱۴۷۳ فیچینو در سال ۱۴۶۹ دربارهٔ آن نظر داده است)، که در آن عشق افلاطونی مورد تمسخر قرار می‌گیرد و گروهی انتخاب شده است. مستهای فلورانسی را مسخره کردند.
- La Caccia con falcone (1473)، همچنین به ناماز نامی که ویلیام روسکو آن را در اولین نسخه ویرایش شده خود به آن داد ، معروف است، یک شعر کمدی است که در اکتاو سروده شده است که در آن شکار شاهینتوسط وی توصیف شده است.[۵۹]
تأثیر نوافلاطونی و ادبیات متعهد (۱۴۷۳–۱۴۸۰)
  - Chapters and Laude، نوشته شده در آغاز تبدیل نوافلاطونی، یک محصول مقدس که با سنت مذهبی قرن XII / XIII پیوند دارد.
  - Selve d'amore که قدمت آن به حدود سال ۱۴۷۴ برمی گردد و ناتمام مانده است (علی‌رغم برخی تغییرات ادعایی)، دو کتابی هستند که با استفاده از استرامبوتی مشخص می‌شوند. مدل آنها Silvae di Stazio است، نویسنده ای که پولیزیانو بسیار دوستش داشت، و آنها بر داستان‌های عاشقانه اسطوره ای مبتنی بر موضوعات متفاوت تمرکز می‌کنند.
  - نظر بالای غزلیات من، که در حدود سال ۱۴۸۰ نوشته شده است، با هدف تحلیل ۴۱ غزل در یک کلید فلسفی از عشق باستانی به لوکرزیا دوناتی است.
  - مجموعه آراگونی که در آن لورنزو توجه خود را به فرهنگ در این مجموعه متون شعری از قرن سیزدهم تا زمان خود نشان می‌دهد، با هدف اثبات سهم اپرای توسکانی (که دانته و پترارک در میان آنها برجسته هستند) در تولیدات ادبی مبتذل باقی مانده. ایتالیایی. در حدود سال ۱۴۷۶ توسط پولیزیانو تهیه شد و در همان سال به فدریکو پسر فردیناند اول ناپل اهدا شد.

## ارتباط تاریخی
تاریخ‌نگاری تقریباً به نفع کار شاهزادهٔ باشکوه، شاهزاده ایده‌آل رنسانس و مروج صلح و رفاه بوده است. تاریخ نگاران قرن شانزدهم، در مواجهه با بلایای جنگ‌های ایتالیا، شخصیت لورنزو دو مدیچی را به عنوان یک سیاستمدار عالی و دارای آن فروتنی و خردمندی که می‌تواند شاهزادگان آشوبگر ایتالیایی را متحد کند، برجسته کردند. ماکیاولی در پایان کتاب تاریخ‌های فلورانسی خود چنین می‌نویسد:
| «... ایتالیا بدون نصیحت خود را ترک کرد، هیچ راهی برای کسانی که باقی مانده بودند یافت نشد، نه برای برآورده کردن و نه مهار جاه طلبی لودوویکو اسفورزا، فرماندار دوک میلان. به همین دلیل، هنگامی که لورنزو فوراً درگذشت، آن دانه‌های بد شروع به تولد کردند، که نه پس از مدت‌ها، زنده نبودن آنها که می‌دانست چگونه آنها را خاموش کند، ایتالیا را ویران کرد و هنوز هم ویران می‌کند. |
| (نیکولو ماکیاولی، تاریخ‌های فلورانس، ص 432) |

به‌طور مشابه، فرانچسکو گوئیچیاردینی اهمیت سیاسی شخصیت بزرگوار را بیان می‌کند:
| «کسی که [فلورانس] مانند زندگی خود همه چیز را جمع کرد، خوشحال بود، پس پس از مرگش گرفتار مصیبت‌ها و حوادث بسیار شد که آرزو و شهرت او را بی‌نهایت چند برابر کرد.» |
| (فرانچسکو گوئیچیاردینی، داستان‌های فلورانسی، فصل نهم) |

با این حال، برخلاف ماکیاولی، گیکیاردینی با نگاه تحلیلی و تحقیقی خود مکث می‌کند تا بدی‌ها و کاستی‌های لورنزو را نیز بررسی کند و خلاصه‌ای از آن را با پدربزرگش کوزیمو انجام می‌دهد. نتیجه‌ای که گیچیاردینی از لورنزو می‌گیرد این است که لورنزو از پدربزرگش پست‌تر است، علی‌رغم تأیید اینکه «هر دوی آن‌ها از نظر فضیلت و ثروت آن‌قدر بزرگ بودند که شاید از زمان انحطاط رم در اینجا، او شهروند خصوصی مشابه ایتالیا نداشت. به آنها». کوزیمو، بین این دو، برتر است نه تنها به این دلیل که باید قدرت را تسخیر می‌کرد و آن را با میانه‌روی سی سال اعمال می‌کرد (در حالی که لورنزو با رفتن به ناپل خطر از دست دادن آن را داشت)، بلکه برای تعادل و شکوه نسبت به کارهای عمومی، برخلاف برادرزاده اش که بر ساخت و ساز خصوصی نیز تمرکز داشت. علاوه بر این، کوزیمو یک بانکدار بسیار ماهر بود، جهیزیه ای که برادرزاده اش فاقد آن بود، که پس از مرگش بانک مدیچی را با بدهی‌های جدی ترک کرد. از سوی دیگر، در لورنزو «آنها از … مهارت فصیح از نبوغ جهانی در لذت بردن از همه چیزهای با فضیلت و حمایت از آنها سوء استفاده کردند. که در آن کوزیمو فاقد همه چیز بود…»

## ظاهر و شخصیت

### ظاهر فیزیکی
نیکولو والوری او را از نظر جسمی خوش‌اخلاق، زشت چهره و رنگ زیتونی، اما دارای ویژگی‌های درونی عالی توصیف می‌کند:

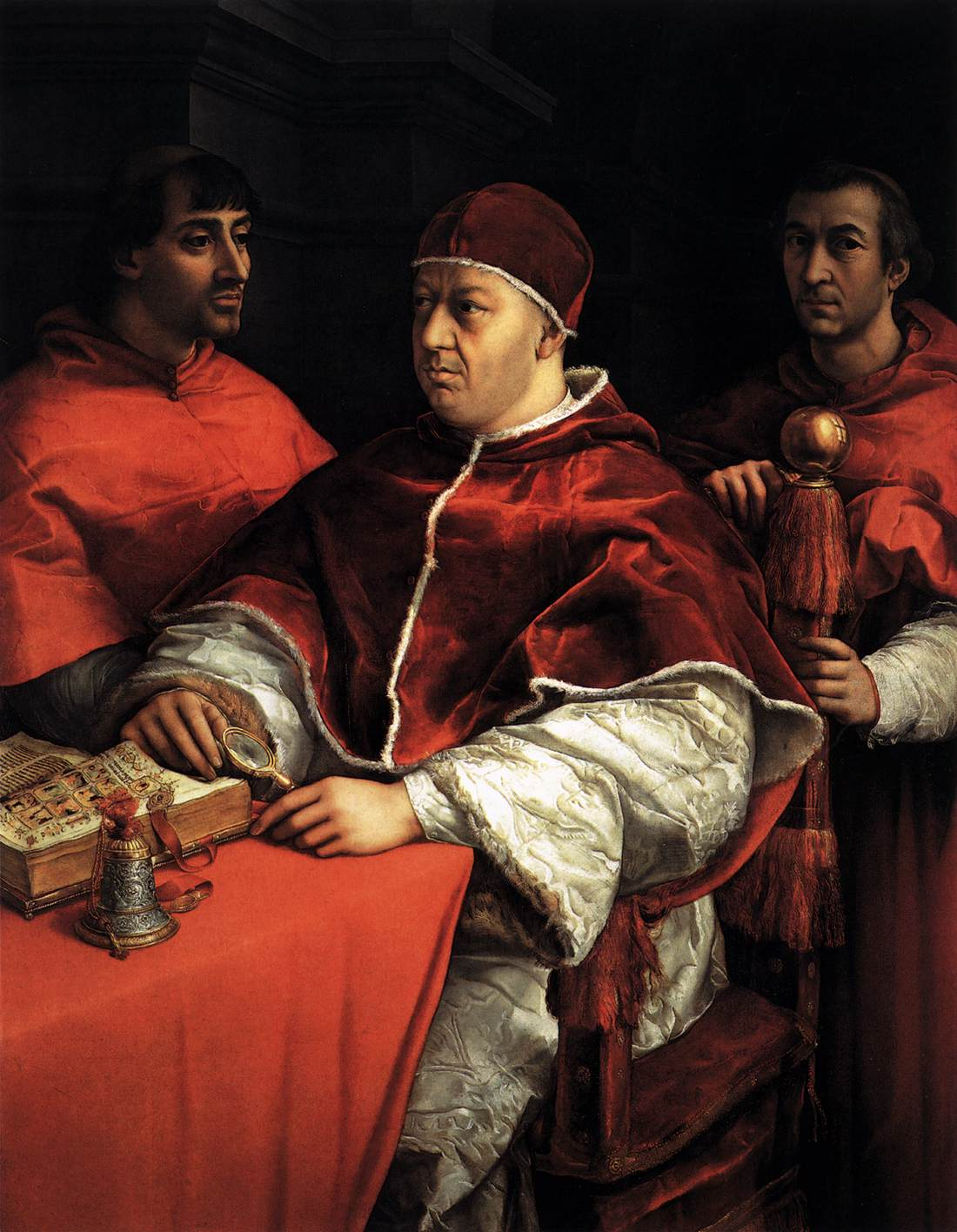
پاپ لئو فرزند لورنزو مدیچی اثر رافائل

| لورنزو اندازه متوسطی داشت، شانه‌های پهن، بدنی محکم و استوار، و از چنان چابکی برخوردار بود که از این نظر در درجه دوم قرار نداشت، و اگرچه در دیگر ویژگی‌های بیرونی بدن، طبیعت نامادری‌اش بود، با این حال تا آنجا که کیفیت درونی خوش‌خیم مادر واقعاً به او نشان داده شد. علاوه بر این، رنگ آن زیتونی بود، و چهره، با اینکه عادلانه نبود، اما چنان وقار داشت که باعث احترام به آن می‌شد. او بینایی ضعیفی داشت، بینی افسرده داشت و تمام حس بویایی خصوصی اش [...] |
| (نیکولو والوری، زندگی لورنزو باشکوه.) |

## فرزندان
از همسرش کلاریس اورسینی، لورنزو در مجموع ده فرزند داشت که برخی از آنها برای تاریخ ایتالیا و فلورانس رنسانس اهمیت اولیه داشتند.
- لوکرزیا (۱۴۷۰–۱۵۵۳)، با یاکوپو سالویاتی ازدواج کرد.
- دو دوقلو گمنام (۱۴۷۱) که در قنداق مردند.
- پیرو (۱۴۷۲–۱۵۰۳)، با آلفونسینا اورسینی ازدواج کرد.
- مادالنا (۱۴۷۳–۱۵۲۸)، با فرانسچتو سیبو ازدواج کرد.
- کنتس بئاتریس (۱۴۷۴–۱۴۷۴)، در قنداق درگذشت.
- جووانی (۱۴۷۵–۱۵۲۱)، کاردینال، بعدها پاپ لئو X ;
- لوئیزا (۱۴۷۷–۱۴۸۸)، نامزد جووانی ایل پوپولانو، در سن ۱۱ سالگی درگذشت.
- کونتسینا (۱۴۷۸–۱۵۱۵) با پیرو ریدولفی ازدواج کرد.
- جولیانو (۱۴۷۹–۱۵۱۶)، دوک نمور، با فیلیبرتا از ساوی ازدواج کرد.

#### اصل و نسب
|                     |                 |                   | والدین            |  |  | پدربزرگ و مادربزرگ |  |  | اجداد            |  |  | پدربزرگ و مادربزرگ بزرگ |  |
|                     |                 |                   |                   |  |  |                    |  |  | جیووانی دی مدیچی |  |  | اوراردو مدیچی           |  |
|                     |                 |                   |                   |  |  |                    |  |  | جیووانی دی مدیچی |  |  | اوراردو مدیچی           |  |
|                     |                 | جاکوما اسپینی     |                   |  |  |                    |  |  | جیووانی دی مدیچی |  |  |                         |  |
| کوزیمو دی مدیچی     |                 |                   |                   |  |  |                    |  |  | جیووانی دی مدیچی |  |  |                         |  |
|                     |                 | پیکاردا بوئری     | ادواردو بوئری     |  |  |                    |  |  |                  |  |  |                         |  |
|                     |                 | پیکاردا بوئری     | ادواردو بوئری     |  |  |                    |  |  |                  |  |  |                         |  |
|                     |                 | پیکاردا بوئری     | ?                 |  |  |                    |  |  |                  |  |  |                         |  |
| پیرو دی مدیچی       |                 | پیکاردا بوئری     |                   |  |  |                    |  |  |                  |  |  |                         |  |
|                     |                 | الساندرو دبردی    | سوزو د بردی       |  |  |                    |  |  |                  |  |  |                         |  |
|                     |                 | الساندرو دبردی    | سوزو د بردی       |  |  |                    |  |  |                  |  |  |                         |  |
|                     |                 | الساندرو دبردی    | ? اوبالدینی       |  |  |                    |  |  |                  |  |  |                         |  |
| کنتسینا د بردی      |                 | الساندرو دبردی    |                   |  |  |                    |  |  |                  |  |  |                         |  |
|                     |                 | امیلیا پانوکیسکی  | رانیرو پانوکیسکی  |  |  |                    |  |  |                  |  |  |                         |  |
|                     |                 | امیلیا پانوکیسکی  | رانیرو پانوکیسکی  |  |  |                    |  |  |                  |  |  |                         |  |
|                     |                 | امیلیا پانوکیسکی  | ?                 |  |  |                    |  |  |                  |  |  |                         |  |
| لورنزو دی مدیچی     |                 | امیلیا پانوکیسکی  |                   |  |  |                    |  |  |                  |  |  |                         |  |
|                     | سیمون تورنابونی | تیری تورناکوینچی  |                   |  |  |                    |  |  |                  |  |  |                         |  |
|                     | سیمون تورنابونی | تیری تورناکوینچی  |                   |  |  |                    |  |  |                  |  |  |                         |  |
|                     | سیمون تورنابونی | ?                 |                   |  |  |                    |  |  |                  |  |  |                         |  |
| فرانچسکو تورنابوونی | سیمون تورنابونی |                   |                   |  |  |                    |  |  |                  |  |  |                         |  |
|                     |                 | ?                 | ?                 |  |  |                    |  |  |                  |  |  |                         |  |
|                     |                 | ?                 | ?                 |  |  |                    |  |  |                  |  |  |                         |  |
|                     |                 | ?                 | ?                 |  |  |                    |  |  |                  |  |  |                         |  |
| لوکرزیا تورنابوونی  |                 | ?                 |                   |  |  |                    |  |  |                  |  |  |                         |  |
|                     |                 | نیکولو گیچیاردینی | لوئیجی گیچیاردینی |  |  |                    |  |  |                  |  |  |                         |  |
|                     |                 | نیکولو گیچیاردینی | لوئیجی گیچیاردینی |  |  |                    |  |  |                  |  |  |                         |  |
|                     |                 | نیکولو گیچیاردینی | کوستانزا استروزی  |  |  |                    |  |  |                  |  |  |                         |  |
| نانا گیچیاردینی     |                 | نیکولو گیچیاردینی |                   |  |  |                    |  |  |                  |  |  |                         |  |
|                     |                 | ?                 | ?                 |  |  |                    |  |  |                  |  |  |                         |  |
|                     |                 | ?                 | ?                 |  |  |                    |  |  |                  |  |  |                         |  |
|                     |                 | ?                 | ?                 |  |  |                    |  |  |                  |  |  |                         |  |
|                     |                 | ?                 |                   |  |  |                    |  |  |                  |  |  |                         |  |

.

## نگارخانه

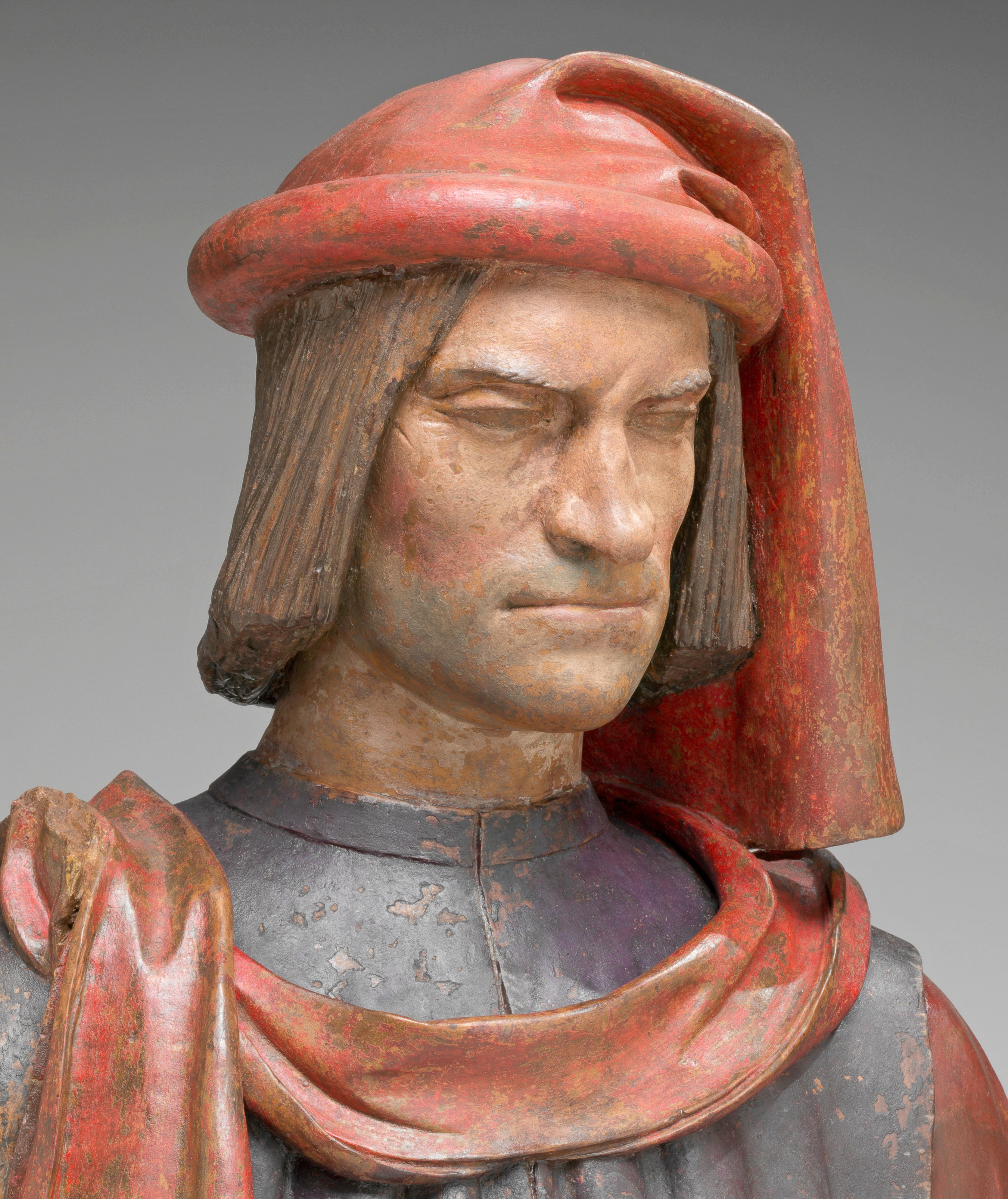
مجسمه نیم‌تنه لورنتسو مدیچی،  به‌دست آندرئا دل وروکو (۱۴۸۰), نگارخانه ملی هنر آمریکا